# WTA Tour 2023
WTA Tour 2023, oficiálně Hologic WTA Tour 2023, představoval jubilejní 50. ročník WTA Tour a 53. ročník nejvyšší úrovně ženského profesionálního tenisu, hraný v roce 2023. Sezóna okruhu trvajícího od 29. prosince 2022 do 12. listopadu 2023 zahrnovala více než padesát turnajů, až na výjimky organizované Ženskou tenisovou asociací (WTA). Podruhé se titulárním partnerem stala massachusettská společnost Hologic, zaměřující se na lékařskou diagnostiku a technologie v oblasti ženského zdraví.
Okruh obsahoval čtyři Grand Slamy pořádané Mezinárodní tenisovou federací (ITF), turnaje v kategoriích WTA 1000, WTA 500, WTA 250 a závěrečný Turnaj mistryň v Cancúnu. Součástí sezóny byly i soutěže družstev Billie Jean King Cup a úvodní ročník australské smíšené soutěže United Cup. Obnovený Hopmanův pohár, hraný poprvé od roku 2019 ve formátu šesti týmů, nebyl do kalendáře sezóny zahrnut. Jeho novým dějištěm se v červencovém termínu stalo Nice namísto Perthu. Soutěž vyhrálo Chorvatsko po finálovém vítězství nad Francií.
Ženská tenisová asociace zveřejnila v polovině listopadu 2022 část turnajové listiny do zářijového US Open. Stále však nebylo zřejmé, zdali budou obnoveny podzimní turnaje v Číně, jejichž zákaz začal platit v prosinci 2021. Bojkot čínských turnajů WTA ukončila v dubnu 2023. Během French Open byla zveřejněna podzimní část kalendáře, mezi zářím a listopadem. První čínskou událostí od lednového Shenzhen Open 2020 se stal zářijový Guangzhou Open v Kantonu.
Kvůli invazi Ruska na Ukrajinu během února 2022 zůstalo v platnosti rozhodnutí řídících organizací tenisu ATP, WTA a ITF s grandslamy o zrušení plánovaných turnajů na území Ruska a vyloučení ruských a běloruských reprezentací ze soutěží včetně Billie Jean King Cupu. Ruští a běloruští tenisté mohli nadále na okruzích startovat, ale do odvolání nikoli pod vlajkami Ruska a Běloruska. V první lednový týden ročník otevřely australské Adelaide International, aucklandský ASB Classic a úvodní ročník týmové soutěže mužů a žen United Cup. V únoru měly premiéru ATX Open v texaském Austinu a Mérida Open v mexické Méridě.
Mužskou obdobu ženského okruhu představoval ATP Tour 2023 a střední úroveň ženského tenisu pak okruh WTA 125 2023.

## Přehled
První singlové tituly na okruhu získaly Ču Lin (Hua Hin), Alycia Parksová (Lyon), Marta Kosťuková (Austin), Lucia Bronzettiová (Rabat), Katie Boulterová (Nottingham), Marija Timofejevová (Budapešť), Čeng Čchin-wen (Palermo), Arantxa Rusová (Hamburk), Elisabetta Cocciarettová (Lausanne), Ashlyn Kruegerová (Ósaka), Wang Si-jü (Kanton) a Tamara Korpatschová (Kluž). Dvouhru i čtyřhru na jediném turnaji vyhrály Nao Hibinová na Prague Open, Barbora Krejčíková na San Diego Open a Beatriz Haddad Maiová na WTA Elite Trophy.
Marija Timofejevová se v Budapešti stala čtvrtou šampionkou v historii WTA, která získala singlovou trofej již při debutové účasti v hlavní soutěži. Primát nejníže postavené vítězky sezóny připadl Elině Svitolinové, která ovládla štrasburský turnaj z pozice 508. hráčky žebříčku.  Timofejevová v Budapešti, Nao Hibinová v  Praze a Sara Sorribesová Tormová v Clevelandu se staly čtvrtou, pátou a šestou šampionkou v historii okruhu WTA z pozice šťastné poražené.
V první světové desítce žebříčku dvouhry debutovaly Kazachstánka Jelena Rybakinová (30. ledna), Brazilka Beatriz Haddad Maiová (12. června) a Češky Markéta Vondroušová (17. července) s Karolínou Muchovou (21. srpna). Jako nejmladší trofej získala 18letá Američanka Coco Gauffová na ASB Classic a naopak nejstarší šampionkou se stala 35letá Němka Tatjana Mariová na Copa Colsanitas. V nejdelším utkání, trvajícím 3:51 hodiny, porazila Beatriz Haddad Maiová v osmifinále French Open Sorribesovou Tormovou poměrem 6–7, 6–3 a 7–5. Nejdelší dvousetový duel vyhrála po 2:51 hodinách opět Haddad Maiová nad Čeng Čchin-wen v souboji o titul na WTA Elite Trophy. V nejdelším finále sezóny na Jiangxi Open porazila Kateřina Siniaková za 3:33 hodiny Marií Bouzkovou poměrem 1–6, 7–6 a 7–6. Bouzková nevyužila tři mečboly. Jen druhý set trval 100 minut. Za historicky nejdelším finále WTA mezi Selešovou a Sabatiniovou na Turnaji mistryň 1990, které však obsahovalo pět setů, zaostalo pouze o 14 minut.
Nejvyšší počet 21 es v utkání zahrála Rebecca Marinová ve druhém kole Birmingham Classic proti Bektasové.

## Chronologický přehled turnajů
Chronologický přehled uvádí turnajovou listinu okruhu WTA Tour 2023 včetně dějiště, počtu hráček, povrchu, kategorie a celkové dotace.
Legenda
Tabulky měsíců uvádí vítězky a finalistky dvouhry i čtyřhry a dále pak semifinalistky a čtvrtfinalistky dvouhry. Zápis –D/–Q/–Č/–X uvádí počet hráček dvouhry/hráček kvalifikace dvouhry/párů čtyřhry/párů mixu, (ZS) – základní skupina.
| Grand Slam             |
| Tour Championships     |
| WTA 1000 Mandatory     |
| WTA 1000 Non-Mandatory |
| WTA 500                |
| WTA 250                |
| Týmové soutěže         |

### Leden
| Týden od            | Turnaj | Vítězky                                           | Finalistky                                   | Semifinalistky                          | Čtvrtfinalistky                                                                |
| ------------------- | --- | ------------------------------------------------- | -------------------------------------------- | --------------------------------------- | ------------------------------------------------------------------------------ |
| 2. ledna            | United Cup Brisbane, Perth, Sydney, Austrálie 7 500 000 $ – tvrdý – 18 týmů                                     | Spojené státy 4–0                                 | Itálie                                       | Polsko Řecko                            |                                                                                |
| 2. ledna            | Adelaide International I Adelaide, Austrálie WTA 500 826 837 $ – tvrdý – 30D/24Q/16Č dvouhra • čtyřhra          | Aryna Sabalenková 6–3, 7–6(7–4)                   | Linda Nosková                                | Ons Džabúrová Irina-Camelia Beguová     | Marta Kosťuková Viktoria Azarenková Veronika Kuděrmetovová Markéta Vondroušová |
| 2. ledna            | Adelaide International I Adelaide, Austrálie WTA 500 826 837 $ – tvrdý – 30D/24Q/16Č dvouhra • čtyřhra          | Asia Muhammadová Taylor Townsendová 6–2, 7–6(7–2) | Storm Hunterová Kateřina Siniaková           | Ons Džabúrová Irina-Camelia Beguová     | Marta Kosťuková Viktoria Azarenková Veronika Kuděrmetovová Markéta Vondroušová |
| 2. ledna            | ASB Classic Auckland, Nový Zéland WTA 250 259 303 $ – tvrdý – 32D/32Q/16Č dvouhra • čtyřhra                     | Coco Gauffová 6–1, 6–1                            | Rebeka Masárová                              | Danka Kovinićová Ysaline Bonaventureová | Ču Lin Viktória Kužmová Leylah Fernandezová Karolína Muchová                   |
| 2. ledna            | ASB Classic Auckland, Nový Zéland WTA 250 259 303 $ – tvrdý – 32D/32Q/16Č dvouhra • čtyřhra                     | Miju Katová Aldila Sutjiadiová 1–6, 7–5, [10–4]   | Leylah Fernandezová Bethanie Mattek-Sandsová | Danka Kovinićová Ysaline Bonaventureová | Ču Lin Viktória Kužmová Leylah Fernandezová Karolína Muchová                   |
| 9. ledna            | Adelaide International II Adelaide, Austrálie WTA 500 780 637 $ – tvrdý – 30D/24Q/16Č dvouhra • čtyřhra         | Belinda Bencicová 6–0, 6–2                        | Darja Kasatkinová                            | Veronika Kuděrmetovová Paula Badosová   | Caroline Garciaová Danielle Collinsová Beatriz Haddad Maiová Petra Kvitová     |
| 9. ledna            | Adelaide International II Adelaide, Austrálie WTA 500 780 637 $ – tvrdý – 30D/24Q/16Č dvouhra • čtyřhra         | Luisa Stefaniová Taylor Townsendová 7–5, 7–6(7–3) | Anastasija Pavljučenkovová Jelena Rybakinová | Veronika Kuděrmetovová Paula Badosová   | Caroline Garciaová Danielle Collinsová Beatriz Haddad Maiová Petra Kvitová     |
| 9. ledna            | Hobart International Hobart, Austrálie WTA 250 259 303 $ – tvrdý – 32D/24Q/16Č dvouhra • čtyřhra                | Lauren Davisová 7–6(7–0), 6–2                     | Elisabetta Cocciarettová                     | Anna Blinkovová Sofia Keninová          | Julia Putincevová Wang Sin-jü Bernarda Peraová Anhelina Kalininová             |
| 9. ledna            | Hobart International Hobart, Austrálie WTA 250 259 303 $ – tvrdý – 32D/24Q/16Č dvouhra • čtyřhra                | Kirsten Flipkensová Laura Siegemundová 6–4, 7–5   | Viktorija Golubicová Panna Udvardyová        | Anna Blinkovová Sofia Keninová          | Julia Putincevová Wang Sin-jü Bernarda Peraová Anhelina Kalininová             |
| 16. ledna 23. ledna | Australian Open Melbourne, Austrálie Grand Slam 34 848 000 A$ – tvrdý 128D/128Q/64Č/32X dvouhra • čtyřhra • mix | Aryna Sabalenková 4–6, 6–3, 6–4                   | Jelena Rybakinová                            | Viktoria Azarenková Magda Linetteová    | Jeļena Ostapenková Jessica Pegulaová Karolína Plíšková Donna Vekićová          |
| 16. ledna 23. ledna | Australian Open Melbourne, Austrálie Grand Slam 34 848 000 A$ – tvrdý 128D/128Q/64Č/32X dvouhra • čtyřhra • mix | Barbora Krejčíková Kateřina Siniaková 6–4, 6–3    | Šúko Aojamová Ena Šibaharaová                | Viktoria Azarenková Magda Linetteová    | Jeļena Ostapenková Jessica Pegulaová Karolína Plíšková Donna Vekićová          |
| 16. ledna 23. ledna | Australian Open Melbourne, Austrálie Grand Slam 34 848 000 A$ – tvrdý 128D/128Q/64Č/32X dvouhra • čtyřhra • mix | Luisa Stefaniová Rafael Matos 7–6(7–2), 6–2       | Sania Mirzaová Rohan Bopanna                 | Viktoria Azarenková Magda Linetteová    | Jeļena Ostapenková Jessica Pegulaová Karolína Plíšková Donna Vekićová          |
| 30. ledna           | Thailand Open Hua Hin, Thajsko WTA 250 259 303 $ – tvrdý – 32D/24Q/16Č dvouhra • čtyřhra                        | Ču Lin 6–4, 6–4                                   | Lesja Curenková                              | Bianca Andreescuová Wang Sin-jü         | Marta Kosťuková Tatjana Mariová Tamara Zidanšeková Heather Watsonová           |
| 30. ledna           | Thailand Open Hua Hin, Thajsko WTA 250 259 303 $ – tvrdý – 32D/24Q/16Č dvouhra • čtyřhra                        | Čan Chao-čching Wu Fang-sien 6–1, 7–6(8–6)        | Wang Sin-jü Ču Lin                           | Bianca Andreescuová Wang Sin-jü         | Marta Kosťuková Tatjana Mariová Tamara Zidanšeková Heather Watsonová           |
| 30. ledna           | Lyon Open Lyon, Francie WTA 250 259 303 $ – tvrdý (h) – 32D/24Q/16Č dvouhra • čtyřhra                           | Alycia Parksová 7–6(9–7), 7–5                     | Caroline Garciaová                           | Camila Osoriová Maryna Zanevská         | Jasmine Paoliniová Linda Nosková Danka Kovinićová Anastasija Potapovová        |
| 30. ledna           | Lyon Open Lyon, Francie WTA 250 259 303 $ – tvrdý (h) – 32D/24Q/16Č dvouhra • čtyřhra                           | Cristina Bucșová Bibiane Schoofsová 7–6(7–5), 6–3 | Olga Danilovićová Alexandra Panovová         | Camila Osoriová Maryna Zanevská         | Jasmine Paoliniová Linda Nosková Danka Kovinićová Anastasija Potapovová        |

### Únor
| Týden od  | Turnaj | Vítězky                                                           | Finalistky                                      | Semifinalistky                          | Čtvrtfinalistky                                                                     |
| --------- | --- | ----------------------------------------------------------------- | ----------------------------------------------- | --------------------------------------- | ----------------------------------------------------------------------------------- |
| 6. února  | Mubadala Abu Dhabi Open Abú Zabí, Spojené arabské emiráty WTA 500 780 637 $ – tvrdý – 28D/24Q/16Č dvouhra • čtyřhra                              | Belinda Bencicová 1–6, 7–6(10–8), 6–4                             | Ljudmila Samsonovová                            | Čeng Čchin-wen Beatriz Haddad Maiová    | Darja Kasatkinová Veronika Kuděrmetovová Jelena Rybakinová Shelby Rogersová         |
| 6. února  | Mubadala Abu Dhabi Open Abú Zabí, Spojené arabské emiráty WTA 500 780 637 $ – tvrdý – 28D/24Q/16Č dvouhra • čtyřhra                              | Luisa Stefaniová Čang Šuaj 3–6, 6–2, [10–8]                       | Šúko Aojamová Čan Chao-čching                   | Čeng Čchin-wen Beatriz Haddad Maiová    | Darja Kasatkinová Veronika Kuděrmetovová Jelena Rybakinová Shelby Rogersová         |
| 6. února  | Upper Austria Ladies Linz Linec, Rakousko WTA 250 259 303 $ – tvrdý (h) – 32D/24Q/16Č dvouhra • čtyřhra                                          | Anastasija Potapovová 6–3, 6–1                                    | Petra Martićová                                 | Maria Sakkariová Markéta Vondroušová    | Donna Vekićová Clara Tausonová Anna-Lena Friedsamová Dalma Gálfiová                 |
| 6. února  | Upper Austria Ladies Linz Linec, Rakousko WTA 250 259 303 $ – tvrdý (h) – 32D/24Q/16Č dvouhra • čtyřhra                                          | Natela Dzalamidzeová Viktória Kužmová 4–6, 7–5, [12–10]           | Anna-Lena Friedsamová Nadija Kičenoková         | Maria Sakkariová Markéta Vondroušová    | Donna Vekićová Clara Tausonová Anna-Lena Friedsamová Dalma Gálfiová                 |
| 13. února | Qatar TotalEnergies Open Dauhá, Katar WTA 500 780 637 $ – tvrdý – 28D/32Q/16Č dvouhra • čtyřhra                                                  | Iga Świąteková 6–3, 6–0                                           | Jessica Pegulaová                               | Veronika Kuděrmetovová Maria Sakkariová | Belinda Bencicová Coco Gauffová Caroline Garciaová Beatriz Haddad Maiová            |
| 13. února | Qatar TotalEnergies Open Dauhá, Katar WTA 500 780 637 $ – tvrdý – 28D/32Q/16Č dvouhra • čtyřhra                                                  | Coco Gauffová Jessica Pegulaová 6–4, 2–6, [10–7]                  | Ljudmyla Kičenoková Jeļena Ostapenková          | Veronika Kuděrmetovová Maria Sakkariová | Belinda Bencicová Coco Gauffová Caroline Garciaová Beatriz Haddad Maiová            |
| 20. února | Dubai Duty Free Tennis Championships Dubaj, Spojené arabské emiráty WTA 1000 (non-Mandatory) 2 788 468 $ – tvrdý – 56D/32Q/28Č dvouhra • čtyřhra | Barbora Krejčíková 6–4, 6–2                                       | Iga Świąteková                                  | Coco Gauffová Jessica Pegulaová         | Karolína Plíšková Madison Keysová Karolína Muchová Aryna Sabalenková                |
| 20. února | Dubai Duty Free Tennis Championships Dubaj, Spojené arabské emiráty WTA 1000 (non-Mandatory) 2 788 468 $ – tvrdý – 56D/32Q/28Č dvouhra • čtyřhra | Veronika Kuděrmetovová Ljudmila Samsonovová 6–4, 6–7(4–7), [10–1] | Čan Chao-čching Latisha Chan                    | Coco Gauffová Jessica Pegulaová         | Karolína Plíšková Madison Keysová Karolína Muchová Aryna Sabalenková                |
| 20. února | Mérida Open Akron Mérida, Mexiko WTA 250 259 303 $ – tvrdý – 32D/24Q/16Č dvouhra • čtyřhra                                                       | Camila Giorgiová 7–6(7–3), 1–6, 6–2                               | Rebecca Petersonová                             | Caty McNallyová Kateřina Siniaková      | Magda Linetteová Kimberly Birrellová Elisabetta Cocciarettová Sloane Stephensová    |
| 20. února | Mérida Open Akron Mérida, Mexiko WTA 250 259 303 $ – tvrdý – 32D/24Q/16Č dvouhra • čtyřhra                                                       | Caty McNallyová Diane Parryová 6–0, 7–5                           | Wang Sin-jü Wu Fang-sien                        | Caty McNallyová Kateřina Siniaková      | Magda Linetteová Kimberly Birrellová Elisabetta Cocciarettová Sloane Stephensová    |
| 27. února | Monterrey Open Monterrey, Mexiko WTA 250 259 303 $ – tvrdý – 32D/24Q/16Č dvouhra • čtyřhra                                                       | Donna Vekićová 6–4, 3–6, 7–5                                      | Caroline Garciaová                              | Elise Mertensová Ču Lin                 | Majar Šarífová Elisabetta Cocciarettová Ysaline Bonaventureová Caroline Dolehideová |
| 27. února | Monterrey Open Monterrey, Mexiko WTA 250 259 303 $ – tvrdý – 32D/24Q/16Č dvouhra • čtyřhra                                                       | Yuliana Lizarazová María Paulina Pérez Garcíaová 6–3, 5–7, [10–5] | Kimberly Birrellová Fernanda Contreras Gómezová | Elise Mertensová Ču Lin                 | Majar Šarífová Elisabetta Cocciarettová Ysaline Bonaventureová Caroline Dolehideová |
| 27. února | ATX Open Austin, Spojené státy WTA 250 259 303 $ – tvrdý – 32D/24Q/16Č dvouhra • čtyřhra                                                         | Marta Kosťuková 6–3, 7–5                                          | Varvara Gračovová                               | Katie Volynetsová Danielle Collinsová   | Sloane Stephensová Peyton Stearnsová Anna Kalinská Anna-Lena Friedsamová            |
| 27. února | ATX Open Austin, Spojené státy WTA 250 259 303 $ – tvrdý – 32D/24Q/16Č dvouhra • čtyřhra                                                         | Erin Routliffeová Aldila Sutjiadiová 6–4, 3–6, [10–8]             | Nicole Melichar-Martinezová Ellen Perezová      | Katie Volynetsová Danielle Collinsová   | Sloane Stephensová Peyton Stearnsová Anna Kalinská Anna-Lena Friedsamová            |

### Březen
| Týden od              | Turnaj | Vítězky                                                     | Finalistky                               | Semifinalistky                      | Čtvrtfinalistky                                                                      |
| --------------------- | --- | ----------------------------------------------------------- | ---------------------------------------- | ----------------------------------- | ------------------------------------------------------------------------------------ |
| 6. března 13. března  | BNP Paribas Open Indian Wells, Spojené státy ATP Masters 1000 8 800 000 $ – tvrdý – 96D/48Q/32Č dvouhra • čtyřhra | Jelena Rybakinová 7–6(13–11), 6–4                           | Aryna Sabalenková                        | Iga Świąteková Maria Sakkariová     | Sorana Cîrsteaová Karolína Muchová Petra Kvitová Coco Gauffová                       |
| 6. března 13. března  | BNP Paribas Open Indian Wells, Spojené státy ATP Masters 1000 8 800 000 $ – tvrdý – 96D/48Q/32Č dvouhra • čtyřhra | Barbora Krejčíková Kateřina Siniaková 6–1, 6–7(3–7), [10–7] | Beatriz Haddad Maiová Laura Siegemundová | Iga Świąteková Maria Sakkariová     | Sorana Cîrsteaová Karolína Muchová Petra Kvitová Coco Gauffová                       |
| 20. března 27. března | Miami Open Miami Gardens, Spojené státy ATP Masters 1000 8 800 000 $ – tvrdý – 96D/48Q/32Č dvouhra • čtyřhra      | Petra Kvitová 7–6(16–14), 6–2                               | Jelena Rybakinová                        | Jessica Pegulaová Sorana Cîrsteaová | Martina Trevisanová Anastasija Potapovová Jekatěrina Alexandrovová Aryna Sabalenková |
| 20. března 27. března | Miami Open Miami Gardens, Spojené státy ATP Masters 1000 8 800 000 $ – tvrdý – 96D/48Q/32Č dvouhra • čtyřhra      | Coco Gauffová Jessica Pegulaová 7–6(8–6), 6–2               | Leylah Fernandezová Taylor Townsendová   | Jessica Pegulaová Sorana Cîrsteaová | Martina Trevisanová Anastasija Potapovová Jekatěrina Alexandrovová Aryna Sabalenková |

### Duben
| Týden od            | Turnaj | Vítězky | Finalistky                                                                                               | Semifinalistky                          | Čtvrtfinalistky                                                                 |
| ------------------- | --- | --- | --- | --------------------------------------- | ------------------------------------------------------------------------------- |
| 3. dubna            | Credit One Charleston Open Charleston, Spojené státy WTA 500 780 637 $ – antuka (zelená) 56D/32Q/16Č dvouhra • čtyřhra | Ons Džabúrová 7–6(8–6), 6–4 | Belinda Bencicová                                                                                        | Jessica Pegulaová Darja Kasatkinová     | Paula Badosová Jekatěrina Alexandrovová Madison Keysová Anna Kalinská           |
| 3. dubna            | Credit One Charleston Open Charleston, Spojené státy WTA 500 780 637 $ – antuka (zelená) 56D/32Q/16Č dvouhra • čtyřhra | Danielle Collinsová Desirae Krawczyková 0–6, 6–4, [14–12]                                                                                            | Giuliana Olmosová Ena Šibaharaová                                                                        | Jessica Pegulaová Darja Kasatkinová     | Paula Badosová Jekatěrina Alexandrovová Madison Keysová Anna Kalinská           |
| 3. dubna            | Copa Colsanitas Bogota, Kolumbie WTA 250 259 303 $ – antuka – 32D/24Q/16Č dvouhra • čtyřhra | Tatjana Mariová 6–3, 2–6, 6–4 | Peyton Stearnsová                                                                                        | Kamilla Rachimovová Francesca Jonesová  | Tamara Zidanšeková Sara Sorribesová Tormová Laura Pigossiová Nuria Brancacciová |
| 3. dubna            | Copa Colsanitas Bogota, Kolumbie WTA 250 259 303 $ – antuka – 32D/24Q/16Č dvouhra • čtyřhra | Irina Chromačovová Iryna Šymanovičová 6–1, 3–6, [10–6]                                                                                               | Oxana Kalašnikovová Katarzyna Piterová                                                                   | Kamilla Rachimovová Francesca Jonesová  | Tamara Zidanšeková Sara Sorribesová Tormová Laura Pigossiová Nuria Brancacciová |
| 10. dubna           | Billie Jean King Cup, kvalifikační kolo Marbella, Španělsko – antuka Antalya, Turecko – antuka Coventry, Velká Británie – tvrdý (h) Vancouver, Kanada – tvrdý (h) Delray Beach, Spojené státy – tvrdý Bratislava, Slovensko – tvrdý (h) Stuttgart, Německo – antuka (h) Astana, Kazachstán – antuka (h) Koper, Slovinsko – antuka | Vítězové v kvalifikaci Španělsko, 3–1 Česko, 3–1 Francie, 3–1 Kanada, 3–2 Spojené státy, 4–0 Itálie, 3–2 Německo, 3–1 Kazachstán, 3–1 Slovinsko, 3–2 | Poražení v kvalifikaci Mexiko Ukrajina Velká Británie Belgie Rakousko Slovensko Brazílie Polsko Rumunsko |                                         |                                                                                 |
| 17. dubna           | Porsche Tennis Grand Prix Stuttgart, Německo WTA 500 780 637 $ – antuka (h) – 28D/32Q/16Č dvouhra • čtyřhra | Iga Świąteková 6–3, 6–4 | Aryna Sabalenková                                                                                        | Ons Džabúrová Anastasija Potapovová     | Karolína Plíšková Beatriz Haddad Maiová Caroline Garciaová Paula Badosová       |
| 17. dubna           | Porsche Tennis Grand Prix Stuttgart, Německo WTA 500 780 637 $ – antuka (h) – 28D/32Q/16Č dvouhra • čtyřhra | Desirae Krawczyková Demi Schuursová 6–4, 6–1 | Nicole Melichar-Martinezová Giuliana Olmosová                                                            | Ons Džabúrová Anastasija Potapovová     | Karolína Plíšková Beatriz Haddad Maiová Caroline Garciaová Paula Badosová       |
| 24. dubna 1. května | Mutua Madrid Open Madrid, Španělsko WTA 1000 (Mandatory) 7 705 780 € – antuka – 96D/48Q/32Č dvouhra • čtyřhra | Aryna Sabalenková 6–3, 3–6, 6–3 | Iga Świąteková                                                                                           | Veronika Kuděrmetovová Maria Sakkariová | Petra Martićová Jessica Pegulaová Irina-Camelia Beguová Majar Šarífová          |
| 24. dubna 1. května | Mutua Madrid Open Madrid, Španělsko WTA 1000 (Mandatory) 7 705 780 € – antuka – 96D/48Q/32Č dvouhra • čtyřhra | Viktoria Azarenková Beatriz Haddad Maiová 6–1, 6–4                                                                                                   | Coco Gauffová Jessica Pegulaová                                                                          | Veronika Kuděrmetovová Maria Sakkariová | Petra Martićová Jessica Pegulaová Irina-Camelia Beguová Majar Šarífová          |

### Květen
| Týden od             | Turnaj | Vítězky                                               | Finalistky                                   | Semifinalistky                            | Čtvrtfinalistky                                                              |
| -------------------- | --- | ----------------------------------------------------- | -------------------------------------------- | ----------------------------------------- | ---------------------------------------------------------------------------- |
| 8. května 15. května | Internazionali BNL d'Italia Řím, Itálie WTA 1000 (Mandatory) 3 572 618 $ – antuka – 96D/48Q/32Č dvouhra • čtyřhra | Jelena Rybakinová 6–4, 1–0skreč                       | Anhelina Kalininová                          | Jeļena Ostapenková Veronika Kuděrmetovová | Iga Świąteková Paula Badosová Čeng Čchin-wen Beatriz Haddad Maiová           |
| 8. května 15. května | Internazionali BNL d'Italia Řím, Itálie WTA 1000 (Mandatory) 3 572 618 $ – antuka – 96D/48Q/32Č dvouhra • čtyřhra | Storm Hunterová Elise Mertensová 6–4, 6–4             | Coco Gauffová Jessica Pegulaová              | Jeļena Ostapenková Veronika Kuděrmetovová | Iga Świąteková Paula Badosová Čeng Čchin-wen Beatriz Haddad Maiová           |
| 22. května           | Internationaux de Strasbourg Štrasburk, Francie WTA 250 259 303 $ – antuka – 32D/16Q/16Č dvouhra • čtyřhra        | Elina Svitolinová 6–2, 6–3                            | Anna Blinkovová                              | Lauren Davisová Clara Burelová            | Anastasija Pavljučenkovová Emma Navarrová Bernarda Peraová Varvara Gračovová |
| 22. května           | Internationaux de Strasbourg Štrasburk, Francie WTA 250 259 303 $ – antuka – 32D/16Q/16Č dvouhra • čtyřhra        | Sü I-fan Jang Čao-süan 6–3, 6–2                       | Desirae Krawczyková Giuliana Olmosová        | Lauren Davisová Clara Burelová            | Anastasija Pavljučenkovová Emma Navarrová Bernarda Peraová Varvara Gračovová |
| 22. května           | Grand Prix SAR La Princesse Lalla Meryem Rabat, Maroko WTA 250 259 303 $ – antuka – 32D/16Q/16Č dvouhra • čtyřhra | Lucia Bronzettiová 6–4, 5–7, 7–5                      | Julia Grabherová                             | Julia Rierová Sloane Stephensová          | Martina Trevisanová Julia Putincevová Alycia Parksová Peyton Stearnsová      |
| 22. května           | Grand Prix SAR La Princesse Lalla Meryem Rabat, Maroko WTA 250 259 303 $ – antuka – 32D/16Q/16Č dvouhra • čtyřhra | Sabrina Santamariová Jana Sizikovová 3–6, 6–1, [10–8] | Ingrid Gamarra Martinsová Lidzija Marozavová | Julia Rierová Sloane Stephensová          | Martina Trevisanová Julia Putincevová Alycia Parksová Peyton Stearnsová      |
| 29. května 5. června | French Open Paříž, Francie Grand Slam 23 352 500 $ – antuka 128D/128Q/64Č/32X dvouhra • čtyřhra • mix             | Iga Świąteková 6–2, 5–7, 6–4                          | Karolína Muchová                             | Beatriz Haddad Maiová Aryna Sabalenková   | Coco Gauffová Ons Džabúrová Anastasija Pavljučenkovová Elina Svitolinová     |
| 29. května 5. června | French Open Paříž, Francie Grand Slam 23 352 500 $ – antuka 128D/128Q/64Č/32X dvouhra • čtyřhra • mix             | Sie Šu-wej Wang Sin-jü 1–6, 7–6(7–5), 6–1             | Leylah Fernandezová Taylor Townsendová       | Beatriz Haddad Maiová Aryna Sabalenková   | Coco Gauffová Ons Džabúrová Anastasija Pavljučenkovová Elina Svitolinová     |
| 29. května 5. června | French Open Paříž, Francie Grand Slam 23 352 500 $ – antuka 128D/128Q/64Č/32X dvouhra • čtyřhra • mix             | Miju Katová Tim Pütz 4–6, 6–4, [10–6]                 | Bianca Andreescuová Michael Venus            | Beatriz Haddad Maiová Aryna Sabalenková   | Coco Gauffová Ons Džabúrová Anastasija Pavljučenkovová Elina Svitolinová     |

### Červen
| Týden od   | Turnaj | Vítězkybnl                                                 | Finalistky                                 | Semifinalistky                              | Čtvrtfinalistky                                                                  |
| ---------- | --- | ---------------------------------------------------------- | ------------------------------------------ | ------------------------------------------- | -------------------------------------------------------------------------------- |
| 12. června | Libéma Open 's-Hertogenbosch, Nizozemsko WTA 250 259 303 $ – tráva – 32D/24Q/16Č dvouhra • čtyřhra                     | Jekatěrina Alexandrovová 4–6, 6–4, 7–6(7–3)                | Veronika Kuděrmetovová                     | Viktória Hrunčáková Aljaksandra Sasnovičová | Céline Naefová Ashlyn Kruegerová Emina Bektasová Ljudmila Samsonovová            |
| 12. června | Libéma Open 's-Hertogenbosch, Nizozemsko WTA 250 259 303 $ – tráva – 32D/24Q/16Č dvouhra • čtyřhra                     | Šúko Aojamová Ena Šibaharaová 6–3, 6–3                     | Viktória Hrunčáková Tereza Mihalíková      | Viktória Hrunčáková Aljaksandra Sasnovičová | Céline Naefová Ashlyn Kruegerová Emina Bektasová Ljudmila Samsonovová            |
| 12. června | Rothesay Open Nottingham Nottingham, Velká Británie WTA 250 259 303 $ – tráva – 32D/24Q/16Č dvouhra • čtyřhra          | Katie Boulterová 6–3, 6–3                                  | Jodie Burrageová                           | Alizé Cornetová Heather Watsonová           | Elizabeth Mandliková Magdalena Fręchová Viktorija Golubicová Harriet Dartová     |
| 12. června | Rothesay Open Nottingham Nottingham, Velká Británie WTA 250 259 303 $ – tráva – 32D/24Q/16Č dvouhra • čtyřhra          | Ulrikke Eikeriová Ingrid Neelová 7–6(8–6), 5–7, [10–8]     | Harriet Dartová Heather Watsonová          | Alizé Cornetová Heather Watsonová           | Elizabeth Mandliková Magdalena Fręchová Viktorija Golubicová Harriet Dartová     |
| 19. června | bett1open Berlín, Německo WTA 500 780 637 $ – tráva – 32D/24Q/16Č dvouhra • čtyřhra                                    | Petra Kvitová 6–2, 7–6(8–6)                                | Donna Vekićová                             | Jekatěrina Alexandrovová Maria Sakkariová   | Veronika Kuděrmetovová Caroline Garciaová Markéta Vondroušová Elina Avanesjanová |
| 19. června | bett1open Berlín, Německo WTA 500 780 637 $ – tráva – 32D/24Q/16Č dvouhra • čtyřhra                                    | Caroline Garciaová Luisa Stefaniová 4–6, 7–6(10–8), [10–4] | Kateřina Siniaková Markéta Vondroušová     | Jekatěrina Alexandrovová Maria Sakkariová   | Veronika Kuděrmetovová Caroline Garciaová Markéta Vondroušová Elina Avanesjanová |
| 19. června | Rothesay Classic Birmingham Birmingham, Velká Británie WTA 250 259 303 $ – tráva – 32D/24Q/16Č dvouhra • čtyřhra       | Jeļena Ostapenková 7–6(10–8), 6–4                          | Barbora Krejčíková                         | Ču Lin Anastasija Potapovová                | Linda Fruhvirtová Rebecca Marinová Harriet Dartová Magdalena Fręchová            |
| 19. června | Rothesay Classic Birmingham Birmingham, Velká Británie WTA 250 259 303 $ – tráva – 32D/24Q/16Č dvouhra • čtyřhra       | Marta Kosťuková Barbora Krejčíková 6–2, 7–6(9–7)           | Storm Hunterová Alycia Parksová            | Ču Lin Anastasija Potapovová                | Linda Fruhvirtová Rebecca Marinová Harriet Dartová Magdalena Fręchová            |
| 26. června | Rothesay International Eastbourne Eastbourne, Velká Británie WTA 500 780 637 $ – tráva – 32D/24Q/16Č dvouhra • čtyřhra | Madison Keysová 6–2, 7–6(15–13)                            | Darja Kasatkinová                          | Coco Gauffová Camila Giorgiová              | Petra Martićová Jessica Pegulaová Jeļena Ostapenková Caroline Garciaová          |
| 26. června | Rothesay International Eastbourne Eastbourne, Velká Británie WTA 500 780 637 $ – tráva – 32D/24Q/16Č dvouhra • čtyřhra | Desirae Krawczyková Demi Schuursová 6–2, 6–4               | Nicole Melichar-Martinezová Ellen Perezová | Coco Gauffová Camila Giorgiová              | Petra Martićová Jessica Pegulaová Jeļena Ostapenková Caroline Garciaová          |
| 26. června | Bad Homburg Open Bad Homburg, Německo WTA 250 259 303 $ – tráva – 32D/8Q/16Č dvouhra • čtyřhra                         | Kateřina Siniaková 6–2, 7–6(7–5)                           | Lucia Bronzettiová                         | Iga Świąteková Emma Navarrová               | Anna Blinkovová Varvara Gračovová Rebeka Masárová Ljudmila Samsonovová           |
| 26. června | Bad Homburg Open Bad Homburg, Německo WTA 250 259 303 $ – tráva – 32D/8Q/16Č dvouhra • čtyřhra                         | Ingrid Gamarra Martinsová Lidzija Marozavová 6–0, 7–6(7–3) | Eri Hozumiová Monica Niculescuová          | Iga Świąteková Emma Navarrová               | Anna Blinkovová Varvara Gračovová Rebeka Masárová Ljudmila Samsonovová           |

### Červenec
| Týden od                 | Turnaj | Vítězky                                                | Finalistky                                | Semifinalistky                            | Čtvrtfinalistky                                                                |
| ------------------------ | --- | ------------------------------------------------------ | ----------------------------------------- | ----------------------------------------- | ------------------------------------------------------------------------------ |
| 3. července 10. července | Wimbledon Londýn, Velká Británie Grand Slam tráva – 128D/128Q/64Č/32X dvouhra (finále) • čtyřhra • mix          | Markéta Vondroušová 6–4, 6–4                           | Ons Džabúrová                             | Elina Svitolinová Aryna Sabalenková       | Iga Świąteková Jessica Pegulaová Jelena Rybakinová Madison Keysová             |
| 3. července 10. července | Wimbledon Londýn, Velká Británie Grand Slam tráva – 128D/128Q/64Č/32X dvouhra (finále) • čtyřhra • mix          | Sie Šu-wej Barbora Strýcová 7–5, 6–4                   | Storm Hunterová Elise Mertensová          | Elina Svitolinová Aryna Sabalenková       | Iga Świąteková Jessica Pegulaová Jelena Rybakinová Madison Keysová             |
| 3. července 10. července | Wimbledon Londýn, Velká Británie Grand Slam tráva – 128D/128Q/64Č/32X dvouhra (finále) • čtyřhra • mix          | Ljudmyla Kičenoková Mate Pavić 6–4, 6–7(9–11), 6–3     | Sü I-fan Joran Vliegen                    | Elina Svitolinová Aryna Sabalenková       | Iga Świąteková Jessica Pegulaová Jelena Rybakinová Madison Keysová             |
| 17. července             | Hungarian Grand Prix Budapešť, Maďarsko WTA 250 259 303 $ – antuka – 32D/24Q/16Č dvouhra • čtyřhra              | Marija Timofejevová 6–3, 3–6, 6–0                      | Kateryna Baindlová                        | Nadia Podoroská Claire Liuová             | Kaja Juvanová Elina Avanesjanová Anna Karolína Schmiedlová Fanny Stollárová    |
| 17. července             | Hungarian Grand Prix Budapešť, Maďarsko WTA 250 259 303 $ – antuka – 32D/24Q/16Č dvouhra • čtyřhra              | Katarzyna Piterová Fanny Stollárová 6–2, 4–6, [10–4]   | Jessie Aneyová Anna Sisková               | Nadia Podoroská Claire Liuová             | Kaja Juvanová Elina Avanesjanová Anna Karolína Schmiedlová Fanny Stollárová    |
| 17. července             | Palermo Ladies Open Palermo, Itálie WTA 250 259 303 $ – antuka – 32D/24Q/15Č dvouhra • čtyřhra                  | Čeng Čchin-wen 6–4, 1–6, 6–1                           | Jasmine Paoliniová                        | Sara Sorribesová Tormová Majar Šarífová   | Darja Kasatkinová Clara Burelová Camila Osoriová Emma Navarrová                |
| 17. července             | Palermo Ladies Open Palermo, Itálie WTA 250 259 303 $ – antuka – 32D/24Q/15Č dvouhra • čtyřhra                  | Jana Sizikovová Kimberley Zimmermannová 6–2, 6–4       | Angelica Moratelliová Camilla Rosatellová | Sara Sorribesová Tormová Majar Šarífová   | Darja Kasatkinová Clara Burelová Camila Osoriová Emma Navarrová                |
| 24. července             | Hamburg European Open Hamburk, Německo WTA 250 259 303 $ – antuka – 32D/24Q/16Č dvouhra • čtyřhra               | Arantxa Rusová 6–0, 7–6(7–3)                           | Noma Noha Akugueová                       | Diana Šnajderová Darja Savilleová         | Martina Trevisanová Bernarda Peraová Jule Niemeierová Eva Lysová               |
| 24. července             | Hamburg European Open Hamburk, Německo WTA 250 259 303 $ – antuka – 32D/24Q/16Č dvouhra • čtyřhra               | Anna Danilinová Alexandra Panovová 6–4, 6–2            | Miriam Kolodziejová Angela Kulikovová     | Diana Šnajderová Darja Savilleová         | Martina Trevisanová Bernarda Peraová Jule Niemeierová Eva Lysová               |
| 24. července             | BNP Paribas Warsaw Open Varšava, Polsko WTA 250 259 303 $ – antuka – 32D/16Q/16Č dvouhra • čtyřhra              | Iga Świąteková 6–0, 6–1                                | Laura Siegemundová                        | Yanina Wickmayerová Tatjana Mariová       | Linda Nosková Heather Watsonová Lucrezia Stefaniniová Rebecca Šramková         |
| 24. července             | BNP Paribas Warsaw Open Varšava, Polsko WTA 250 259 303 $ – antuka – 32D/16Q/16Č dvouhra • čtyřhra              | Heather Watsonová Yanina Wickmayerová 6–4, 6–4         | Weronika Falkowská Katarzyna Piterová     | Yanina Wickmayerová Tatjana Mariová       | Linda Nosková Heather Watsonová Lucrezia Stefaniniová Rebecca Šramková         |
| 24. července             | Ladies Open Lausanne Lausanne, Švýcarsko WTA 250 259 303 $ – antuka – 32D/8Q/16Č dvouhra • čtyřhra              | Elisabetta Cocciarettová 7–5, 4–6, 6–4                 | Clara Burelová                            | Diane Parryová Anna Bondárová             | Alizé Cornetová Ana Bogdanová Tamara Zidanšeková Elina Avanesjanová            |
| 24. července             | Ladies Open Lausanne Lausanne, Švýcarsko WTA 250 259 303 $ – antuka – 32D/8Q/16Č dvouhra • čtyřhra              | Anna Bondárová Diane Parryová 6–2, 6–1                 | Amina Anšbová Anastasia Dețiuc            | Diane Parryová Anna Bondárová             | Alizé Cornetová Ana Bogdanová Tamara Zidanšeková Elina Avanesjanová            |
| 31. července             | Mubadala Citi DC Open Washington, D.C., Spojené státy WTA 500 780 637 $ – tvrdý – 28D/24Q/16Č dvouhra • čtyřhra | Coco Gauffová 6–2, 6–3                                 | Maria Sakkariová                          | Jessica Pegulaová Ljudmila Samsonovová    | Elina Svitolinová Madison Keysová Belinda Bencicová Marta Kosťuková            |
| 31. července             | Mubadala Citi DC Open Washington, D.C., Spojené státy WTA 500 780 637 $ – tvrdý – 28D/24Q/16Č dvouhra • čtyřhra | Laura Siegemundová Věra Zvonarevová 6–4, 6–4           | Alexa Guarachiová Monica Niculescuová     | Jessica Pegulaová Ljudmila Samsonovová    | Elina Svitolinová Madison Keysová Belinda Bencicová Marta Kosťuková            |
| 31. července             | Livesport Prague Open Praha, Česko WTA 250 259 303 $ – tvrdý – 32D/16Q/16Č dvouhra • čtyřhra                    | Nao Hibinová 6–4, 6–1                                  | Linda Nosková                             | Jaqueline Cristianová Tamara Korpatschová | Kateryna Baindlová Tereza Martincová Anna Karolína Schmiedlová Alizé Cornetová |
| 31. července             | Livesport Prague Open Praha, Česko WTA 250 259 303 $ – tvrdý – 32D/16Q/16Č dvouhra • čtyřhra                    | Nao Hibinová Oxana Kalašnikovová 6–7(7–9), 7–5, [10–3] | Quinn Gleasonová Elixane Lechemiová       | Jaqueline Cristianová Tamara Korpatschová | Kateryna Baindlová Tereza Martincová Anna Karolína Schmiedlová Alizé Cornetová |

### Srpen
| Týden od          | Turnaj | Vítězky                                                  | Finalistky                                 | Semifinalistky                   | Čtvrtfinalistky                                                         |
| ----------------- | --- | -------------------------------------------------------- | ------------------------------------------ | -------------------------------- | ----------------------------------------------------------------------- |
| 7. srpna          | Omnium National Bank Montréal, Kanada WTA 1000 (non-Mandatory) 2 788 468 $ – tvrdý – 56D/32Q/28Č dvouhra • čtyřhra        | Jessica Pegulaová 6–1, 6–0                               | Ljudmila Samsonovová                       | Iga Świąteková Jelena Rybakinová | Danielle Collinsová Coco Gauffová Darja Kasatkinová Belinda Bencicová   |
| 7. srpna          | Omnium National Bank Montréal, Kanada WTA 1000 (non-Mandatory) 2 788 468 $ – tvrdý – 56D/32Q/28Č dvouhra • čtyřhra        | Šúko Aojamová Ena Šibaharaová 6–4, 4–6, [13–11]          | Desirae Krawczyková Demi Schuursová        | Iga Świąteková Jelena Rybakinová | Danielle Collinsová Coco Gauffová Darja Kasatkinová Belinda Bencicová   |
| 14. srpna         | Western & Southern Open Mason, Spojené státy WTA 1000 (non-Mandatory) 2 788 468 $ – tvrdý – 56D/31Q/28Č dvouhra • čtyřhra | Coco Gauffová 6–3, 6–4                                   | Karolína Muchová                           | Iga Świąteková Aryna Sabalenková | Markéta Vondroušová Jasmine Paoliniová Marie Bouzková Ons Džabúrová     |
| 14. srpna         | Western & Southern Open Mason, Spojené státy WTA 1000 (non-Mandatory) 2 788 468 $ – tvrdý – 56D/31Q/28Č dvouhra • čtyřhra | Alycia Parksová Taylor Townsendová 6–7(1–7), 6–4, [10–6] | Nicole Melichar-Martinezová Ellen Perezová | Iga Świąteková Aryna Sabalenková | Markéta Vondroušová Jasmine Paoliniová Marie Bouzková Ons Džabúrová     |
| 21. srpna         | Tennis in the Land Cleveland, Spojené státy WTA 250 271 363 $ – tvrdý – 32D/24Q/16Č dvouhra • čtyřhra                     | Sara Sorribes Tormová 3–6, 6–4, 6–4                      | Jekatěrina Alexandrovová                   | Ču Lin Tatjana Mariová           | Caroline Garciaová Wang Sin-jü Sloane Stephensová Leylah Fernandezová   |
| 21. srpna         | Tennis in the Land Cleveland, Spojené státy WTA 250 271 363 $ – tvrdý – 32D/24Q/16Č dvouhra • čtyřhra                     | Miju Katová Aldila Sutjiadiová 6–4, 6–7(4–7), [10–8]     | Nicole Melichar-Martinezová Ellen Perezová | Ču Lin Tatjana Mariová           | Caroline Garciaová Wang Sin-jü Sloane Stephensová Leylah Fernandezová   |
| 28. srpna 4. září | US Open New York, Spojené státy Grand Slam 29 488 400 $ – tvrdý 128D/128Q/64Č/32X dvouhra • čtyřhra • mix                 | Coco Gauffová 2–6, 6–3, 6–2                              | Aryna Sabalenková                          | Karolína Muchová Madison Keysová | Jeļena Ostapenková Sorana Cîrsteaová Markéta Vondroušová Čeng Čchin-wen |
| 28. srpna 4. září | US Open New York, Spojené státy Grand Slam 29 488 400 $ – tvrdý 128D/128Q/64Č/32X dvouhra • čtyřhra • mix                 | Gabriela Dabrowská Erin Routliffeová 7–6(11–9), 6–3      | Laura Siegemundová Věra Zvonarevová        | Karolína Muchová Madison Keysová | Jeļena Ostapenková Sorana Cîrsteaová Markéta Vondroušová Čeng Čchin-wen |
| 28. srpna 4. září | US Open New York, Spojené státy Grand Slam 29 488 400 $ – tvrdý 128D/128Q/64Č/32X dvouhra • čtyřhra • mix                 | Anna Danilinová Harri Heliövaara 6–3, 6–4                | Jessica Pegulaová Austin Krajicek          | Karolína Muchová Madison Keysová | Jeļena Ostapenková Sorana Cîrsteaová Markéta Vondroušová Čeng Čchin-wen |

### Září
| Týden od | Turnaj | Vítězky                                               | Finalistky                             | Semifinalistky                              | Čtvrtfinalistky                                                                 |
| -------- | --- | ----------------------------------------------------- | -------------------------------------- | ------------------------------------------- | ------------------------------------------------------------------------------- |
| 11. září | San Diego Open San Diego, Spojené státy WTA 500 780 637 $ – tvrdý – 28D/24Q/16Č dvouhra • čtyřhra                       | Barbora Krejčíková 6–4, 2–6, 6–4                      | Sofia Keninová                         | Emma Navarrová Danielle Collinsová          | Anastasija Potapovová Maria Sakkariová Beatriz Haddad Maiová Caroline Garciaová |
| 11. září | San Diego Open San Diego, Spojené státy WTA 500 780 637 $ – tvrdý – 28D/24Q/16Č dvouhra • čtyřhra                       | Barbora Krejčíková Kateřina Siniaková 6–1, 6–4        | Danielle Collinsová Coco Vandewegheová | Emma Navarrová Danielle Collinsová          | Anastasija Potapovová Maria Sakkariová Beatriz Haddad Maiová Caroline Garciaová |
| 11. září | Japan Open Tennis Championships Ósaka, Japonsko WTA 250 259 303 $ – tvrdý – 32D/24Q/16Č dvouhra • čtyřhra               | Ashlyn Kruegerová 6–3, 7–6(8–6)                       | Ču Lin                                 | Wang Sin-jü Mai Hontamová                   | Elizabeth Mandliková Julia Putincevová Anna Kalinská Arianne Hartonová          |
| 11. září | Japan Open Tennis Championships Ósaka, Japonsko WTA 250 259 303 $ – tvrdý – 32D/24Q/16Č dvouhra • čtyřhra               | Anna-Lena Friedsamová Nadija Kičenoková 7–6(7–3), 6–3 | Anna Kalinská Julia Putincevová        | Wang Sin-jü Mai Hontamová                   | Elizabeth Mandliková Julia Putincevová Anna Kalinská Arianne Hartonová          |
| 18. září | Guadalajara Open Akron Guadalajara, Mexiko WTA 1000 (Non-mandatory) 2 788 468 $ – tvrdý – 56D/32Q/28Č dvouhra • čtyřhra | Maria Sakkariová 7–5, 6–3                             | Caroline Dolehideová                   | Sofia Keninová Caroline Garciaová           | Martina Trevisanová Leylah Fernandezová Viktoria Azarenková Emiliana Arangová   |
| 18. září | Guadalajara Open Akron Guadalajara, Mexiko WTA 1000 (Non-mandatory) 2 788 468 $ – tvrdý – 56D/32Q/28Č dvouhra • čtyřhra | Storm Hunterová Elise Mertensová 3–6, 6–2, [10–4]     | Gabriela Dabrowská Erin Routliffeová   | Sofia Keninová Caroline Garciaová           | Martina Trevisanová Leylah Fernandezová Viktoria Azarenková Emiliana Arangová   |
| 18. září | Guangzhou Open Kanton, Čína WTA 250 259 303 $ – tvrdý – 32D/24Q/16Č dvouhra • čtyřhra                                   | Wang Si-jü 6–0, 6–2                                   | Magda Linetteová                       | Julia Putincevová Greet Minnenová           | Rebeka Masárová Tatjana Mariová Lucia Bronzettiová Viktória Hrunčáková          |
| 18. září | Guangzhou Open Kanton, Čína WTA 250 259 303 $ – tvrdý – 32D/24Q/16Č dvouhra • čtyřhra                                   | Kuo Chan-jü Ťiang Sin-jü 6–3, 7–6(7–4)                | Eri Hozumiová Makoto Ninomijová        | Julia Putincevová Greet Minnenová           | Rebeka Masárová Tatjana Mariová Lucia Bronzettiová Viktória Hrunčáková          |
| 25. září | Toray Pan Pacific Open Tokio, Japonsko WTA 500 780 637 $ – tvrdý – 28D/24Q/16Č dvouhra • čtyřhra                        | Veronika Kuděrmetovová 7–5, 6–1                       | Jessica Pegulaová                      | Anastasija Pavljučenkovová Maria Sakkariová | Iga Świąteková Jekatěrina Alexandrovová Caroline Garciaová Darja Kasatkinová    |
| 25. září | Toray Pan Pacific Open Tokio, Japonsko WTA 500 780 637 $ – tvrdý – 28D/24Q/16Č dvouhra • čtyřhra                        | Ulrikke Eikeriová Ingrid Neelová 3–6, 7–5, [10–5]     | Eri Hozumiová Makoto Ninomijová        | Anastasija Pavljučenkovová Maria Sakkariová | Iga Świąteková Jekatěrina Alexandrovová Caroline Garciaová Darja Kasatkinová    |
| 25. září | Ningbo Open Ning-po, Čína WTA 250 259 303 $ – tvrdý – 32D/24Q/16Č dvouhra • čtyřhra                                     | Ons Džabúrová 6–2, 6–1                                | Diana Šnajderová                       | Nadia Podoroská Linda Fruhvirtová           | Věra Zvonarevová Kateřina Siniaková Lucia Bronzettiová Petra Kvitová            |
| 25. září | Ningbo Open Ning-po, Čína WTA 250 259 303 $ – tvrdý – 32D/24Q/16Č dvouhra • čtyřhra                                     | Laura Siegemundová Věra Zvonarevová 4–6, 6–3, [10–5]  | Kuo Chan-jü Ťiang Sin-jü               | Nadia Podoroská Linda Fruhvirtová           | Věra Zvonarevová Kateřina Siniaková Lucia Bronzettiová Petra Kvitová            |

### Říjen
| Týden od  | Turnaj                                                                                            | Vítězky                                                 | Finalistky                                  | Semifinalistky                       | Čtvrtfinalistky |
| --------- | ------------------------------------------------------------------------------------------------- | ------------------------------------------------------- | ------------------------------------------- | ------------------------------------ | --- |
| 2. října  | China Open Peking, Čína WTA 1000 (Mandatory) 8 127 389 $ – tvrdý – 64D/32Q/28Č dvouhra • čtyřhra  | Iga Świąteková 6–2, 6–2                                 | Ljudmila Samsonovová                        | Jelena Rybakinová Coco Gauffová      | Aryna Sabalenková Jeļena Ostapenková Maria Sakkariová Caroline Garciaová                                                                                              |
| 2. října  | China Open Peking, Čína WTA 1000 (Mandatory) 8 127 389 $ – tvrdý – 64D/32Q/28Č dvouhra • čtyřhra  | Marie Bouzková Sara Sorribes Tormová 3–6, 6–0, [10–4]   | Čan Chao-čching Giuliana Olmosová           | Jelena Rybakinová Coco Gauffová      | Aryna Sabalenková Jeļena Ostapenková Maria Sakkariová Caroline Garciaová                                                                                              |
| 9. října  | Zhengzhou Open Čeng-čou, Čína WTA 500 780 637 $ – tvrdý – 28D/24Q/16Č dvouhra • čtyřhra           | Čeng Čchin-wen 2–6, 6–2, 6–4                            | Barbora Krejčíková                          | Darja Kasatkinová Jasmine Paoliniová | Lesja Curenková Ons Džabúrová Anhelina Kalininová Laura Siegemundová                                                                                                  |
| 9. října  | Zhengzhou Open Čeng-čou, Čína WTA 500 780 637 $ – tvrdý – 28D/24Q/16Č dvouhra • čtyřhra           | Gabriela Dabrowská Erin Routliffeová 6–2, 6–4           | Šúko Aojamová Ena Šibaharaová               | Darja Kasatkinová Jasmine Paoliniová | Lesja Curenková Ons Džabúrová Anhelina Kalininová Laura Siegemundová                                                                                                  |
| 9. října  | Hong Kong Tennis Open Hongkong, Čína WTA 250 259 303 $ – tvrdý – 32D/24Q/16Č dvouhra • čtyřhra    | Leylah Fernandezová 3–6, 6–4, 6–4                       | Kateřina Siniaková                          | Anna Blinkovová Martina Trevisanová  | Linda Fruhvirtová Sara Sorribes Tormová Elise Mertensová Anastasija Pavljučenkovová                                                                                   |
| 9. října  | Hong Kong Tennis Open Hongkong, Čína WTA 250 259 303 $ – tvrdý – 32D/24Q/16Č dvouhra • čtyřhra    | Tchang Čchien-chuej Cchao Ťia-i 7–5, 1–6, [11–9]        | Oxana Kalašnikovová Aljaksandra Sasnovičová | Anna Blinkovová Martina Trevisanová  | Linda Fruhvirtová Sara Sorribes Tormová Elise Mertensová Anastasija Pavljučenkovová                                                                                   |
| 9. října  | Hanna Bank Korea Open Soul, Jižní Korea WTA 250 259 303 $ – tvrdý – 32D/24Q/16Č dvouhra • čtyřhra | Jessica Pegulaová 6–2, 6–3                              | Jüan Jüe                                    | Yanina Wickmayerová Emina Bektasová  | Claire Liuová Polina Kuděrmetovová Marie Bouzková Kimberly Birrellová                                                                                                 |
| 9. října  | Hanna Bank Korea Open Soul, Jižní Korea WTA 250 259 303 $ – tvrdý – 32D/24Q/16Č dvouhra • čtyřhra | Marie Bouzková Bethanie Mattek-Sandsová 6–2, 6–1        | Luksika Kumkhumová Peangtarn Plipuečová     | Yanina Wickmayerová Emina Bektasová  | Claire Liuová Polina Kuděrmetovová Marie Bouzková Kimberly Birrellová                                                                                                 |
| 16. října | Jiangxi Open Nan-čchang, Čína WTA 250 259 303 $ – tvrdý – 32D/24Q/16Č dvouhra • čtyřhra           | Kateřina Siniaková 1–6, 7–6(7–5), 7–6(7–4)              | Marie Bouzková                              | Diana Šnajderová Leylah Fernandezová | Nao Hibinová Camila Osoriová Laura Siegemundová Aljaksandra Sasnovičová                                                                                               |
| 16. října | Jiangxi Open Nan-čchang, Čína WTA 250 259 303 $ – tvrdý – 32D/24Q/16Č dvouhra • čtyřhra           | Laura Siegemundová Věra Zvonarevová 6–4, 6–2            | Eri Hozumiová Makoto Ninomijová             | Diana Šnajderová Leylah Fernandezová | Nao Hibinová Camila Osoriová Laura Siegemundová Aljaksandra Sasnovičová                                                                                               |
| 16. října | Transylvania Open Kluž, Rumunsko WTA 250 259 303 $ – tvrdý (h) – 32D/24Q/16Č dvouhra • čtyřhra    | Tamara Korpatschová 6–3, 6–4                            | Elena-Gabriela Ruseová                      | Eva Lysová Rebeka Masárová           | Jekatěrina Makarovová Darija Snigurová Ana Bogdanová Emiliana Arangová                                                                                                |
| 16. října | Transylvania Open Kluž, Rumunsko WTA 250 259 303 $ – tvrdý (h) – 32D/24Q/16Č dvouhra • čtyřhra    | Jodie Burrageová Jil Teichmannová 6–1, 6–4              | Léolia Jeanjeanová Valerija Strachovová     | Eva Lysová Rebeka Masárová           | Jekatěrina Makarovová Darija Snigurová Ana Bogdanová Emiliana Arangová                                                                                                |
| 16. října | Jasmin Open Monastir Monastir, Tunisko WTA 250 259 303 $ – tvrdý – 32D/24Q/16Č dvouhra • čtyřhra  | Elise Mertensová 6–3, 6–0                               | Jasmine Paoliniová                          | Lesja Curenková Clara Burelová       | Lucia Bronzettiová Nuria Párrizas Díazová Lucrezia Stefaniniová Mai Hontamová                                                                                         |
| 16. října | Jasmin Open Monastir Monastir, Tunisko WTA 250 259 303 $ – tvrdý – 32D/24Q/16Č dvouhra • čtyřhra  | Sara Erraniová Jasmine Paoliniová 2–6, 7–6(7–4), [10–6] | Mai Hontamová Natalija Stevanovićová        | Lesja Curenková Clara Burelová       | Lucia Bronzettiová Nuria Párrizas Díazová Lucrezia Stefaniniová Mai Hontamová                                                                                         |
| 23. října | WTA Elite Trophy Ču-chaj, Čína Tour Championships 2 409 000 $ – tvrdý – 12D/6Č dvouhra • čtyřhra  | Beatriz Haddad Maiová 7–6(13–11), 7–6(7–4)              | Čeng Čchin-wen                              | Darja Kasatkinová Ču Lin             | Základní skupina Barbora Krejčíková Magda Linetteová Caroline Garciaová Madison Keysová Jeļena Ostapenková Donna Vekićová Ljudmila Samsonovová Veronika Kuděrmetovová |
| 23. října | WTA Elite Trophy Ču-chaj, Čína Tour Championships 2 409 000 $ – tvrdý – 12D/6Č dvouhra • čtyřhra  | Beatriz Haddad Maiová Veronika Kuděrmetovová 6–3, 6–3   | Miju Katová Aldila Sutjiadiová              | Darja Kasatkinová Ču Lin             | Základní skupina Barbora Krejčíková Magda Linetteová Caroline Garciaová Madison Keysová Jeļena Ostapenková Donna Vekićová Ljudmila Samsonovová Veronika Kuděrmetovová |
| 30. října | WTA Finals Cancún, Mexiko Tour Championships 9 000 000 $ – tvrdý – 8D/8Č dvouhra • čtyřhra        | Iga Świąteková 6–1, 6–0                                 | Jessica Pegulaová                           | Coco Gauffová Aryna Sabalenková      | Základní skupina Maria Sakkariová Jelena Rybakinová Markéta Vondroušová Ons Džabúrová                                                                                 |
| 30. října | WTA Finals Cancún, Mexiko Tour Championships 9 000 000 $ – tvrdý – 8D/8Č dvouhra • čtyřhra        | Laura Siegemundová Věra Zvonarevová 6–4, 6–4            | Nicole Melichar-Martinezová Ellen Perezová  | Coco Gauffová Aryna Sabalenková      | Základní skupina Maria Sakkariová Jelena Rybakinová Markéta Vondroušová Ons Džabúrová                                                                                 |

### Listopad
| Týden od     | Turnaj                                                                 | Vítěz      | Finalista | Semifinalisté   | Základní skupina                                                              |
| ------------ | ---------------------------------------------------------------------- | ---------- | --------- | --------------- | ----------------------------------------------------------------------------- |
| 6. listopadu | Billie Jean King Cup, finále Sevilla, Španělsko tvrdý (hala) – 12 týmů | Kanada 2–0 | Itálie    | Slovinsko Česko | Spojené státy Švýcarsko Kazachstán Austrálie Španělsko Polsko Francie Německo |

### Zrušené turnaje
Seznam zrušených turnajů.
| Týden od     | turnaj                                                                | okolnosti zrušení |
| ------------ | --------------------------------------------------------------------- | --- |
| 17. dubna    | Istanbul Cup Istanbul, Turecko WTA 250 antuka                         | zrušeno po zemětřesení v Turecku a Sýrii                                                                                         |
| 31. července | Mubadala Silicon Valley Classic San José, Spojené státy WTA 500 tvrdý | sloučení se Citi Open za vzniku společného Mubadala Citi DC Open v kategorii WTA 500, přesunuto ze San José do Washingtonu, D.C. |
| 21. srpna    | Championnats Banque Nationale de Granby Granby, Kanada WTA 250 tvrdý  | zrušeno pro termínovou kolizi s kvalifikací US Open                                                                              |
| 25. září     | Tallinn Open Tallinn, Estonko WTA 250 tvrdý (h)                       | nedostatek finanční podpory od státu a sponzorů                                                                                  |

## Statistiky

### Tituly podle tenistek
|           |                                 | Grand Slam | Grand Slam | Grand Slam | Závěrečné | Závěrečné | WTA 1000      | WTA 1000      | WTA 1000 | WTA 1000 | WTA 500 | WTA 500 | WTA 250 | WTA 250 | Celkem | Celkem | Celkem |
| Mandatory | Mandatory                       | Grand Slam | Grand Slam | Grand Slam | Závěrečné | Závěrečné | Non-mandatory | Non-mandatory |          |          | WTA 500 | WTA 500 | WTA 250 | WTA 250 | Celkem | Celkem | Celkem |
| T         | Tenistka                        | D          | Č          | X          | D         | Č         | D             | Č             | D        | Č        | D       | Č       | D       | Č       | D      | Č      | X      |
| --------- | ------------------------------- | ---------- | ---------- | ---------- | --------- | --------- | ------------- | ------------- | -------- | -------- | ------- | ------- | ------- | ------- | ------ | ------ | ------ |
| 6         | Iga Świąteková (POL)            | ●          |            |            | ●         |           | ●             |               |          |          | ●       |         | ●       |         | 6      | 0      | 0      |
| 6         | Coco Gauffová (USA)             | ●          |            |            |           |           |               | ●             | ●        |          | ●       | ●       | ●       |         | 4      | 2      | 0      |
| 6         | Barbora Krejčíková (CZE)        |            | ●          |            |           |           |               | ●             | ●        |          | ●       | ●       |         | ●       | 2      | 4      | 0      |
| 5         | Kateřina Siniaková (CZE)        |            | ●          |            |           |           |               | ●             |          |          |         | ●       | ●       |         | 2      | 3      | 0      |
| 5         | Laura Siegemundová (GER)        |            |            |            |           | ●         |               |               |          |          |         | ●       |         | ●       | 0      | 5      | 0      |
| 4         | Luisa Stefaniová (BRA)          |            |            | ●          |           |           |               |               |          |          |         | ●       |         |         | 0      | 3      | 1      |
| 4         | Jessica Pegulaová (USA)         |            |            |            |           |           |               | ●             | ●        |          |         | ●       | ●       |         | 2      | 2      | 0      |
| 4         | Věra Zvonarevová                |            |            |            |           | ●         |               |               |          |          |         | ●       |         | ●       | 0      | 4      | 0      |
| 3         | Beatriz Haddad Maiová (BRA)     |            |            |            | ●         | ●         |               | ●             |          |          |         |         |         |         | 1      | 2      | 0      |
| 3         | Aryna Sabalenková               | ●          |            |            |           |           | ●             |               |          |          | ●       |         |         |         | 3      | 0      | 0      |
| 3         | Veronika Kuděrmetovová          |            |            |            |           | ●         |               |               |          | ●        | ●       |         |         |         | 1      | 2      | 0      |
| 3         | Erin Routliffeová (NZL)         |            | ●          |            |           |           |               |               |          |          |         | ●       |         | ●       | 0      | 3      | 0      |
| 3         | Miju Katová (JPN)               |            |            | ●          |           |           |               |               |          |          |         |         |         | ●       | 0      | 2      | 1      |
| 3         | Elise Mertensová (BEL)          |            |            |            |           |           |               | ●             |          | ●        |         |         | ●       |         | 1      | 2      | 0      |
| 3         | Taylor Townsendová (USA)        |            |            |            |           |           |               |               |          | ●        |         | ●       |         |         | 0      | 3      | 0      |
| 3         | Desirae Krawczyková (USA)       |            |            |            |           |           |               |               |          |          |         | ●       |         |         | 0      | 3      | 0      |
| 3         | Aldila Sutjiadiová (INA)        |            |            |            |           |           |               |               |          |          |         |         |         | ●       | 0      | 3      | 0      |
| 2         | Sie Šu-wej (TPE)                |            | ●          |            |           |           |               |               |          |          |         |         |         |         | 0      | 2      | 0      |
| 2         | Gabriela Dabrowská (CAN)        |            | ●          |            |           |           |               |               |          |          |         | ●       |         |         | 0      | 2      | 0      |
| 2         | Anna Danilinová (KAZ)           |            |            | ●          |           |           |               |               |          |          |         |         |         | ●       | 0      | 1      | 1      |
| 2         | Jelena Rybakinová (KAZ)         |            |            |            |           |           | ●             |               |          |          |         |         |         |         | 2      | 0      | 0      |
| 2         | Storm Hunterová (AUS)           |            |            |            |           |           |               | ●             |          | ●        |         |         |         |         | 0      | 2      | 0      |
| 2         | Petra Kvitová (CZE)             |            |            |            |           |           | ●             |               |          |          | ●       |         |         |         | 2      | 0      | 0      |
| 2         | Alycia Parksová (USA)           |            |            |            |           |           |               |               |          | ●        |         |         | ●       |         | 1      | 1      | 0      |
| 2         | Sara Sorribes Tormová (ESP)     |            |            |            |           |           |               | ●             |          |          |         |         | ●       |         | 1      | 1      | 0      |
| 2         | Marie Bouzková (CZE)            |            |            |            |           |           |               | ●             |          |          |         |         |         | ●       | 0      | 2      | 0      |
| 2         | Šúko Aojamová (JPN)             |            |            |            |           |           |               |               |          | ●        |         |         |         | ●       | 0      | 2      | 0      |
| 2         | Ena Šibaharaová (JPN)           |            |            |            |           |           |               |               |          | ●        |         |         |         | ●       | 0      | 2      | 0      |
| 2         | Belinda Bencicová (SUI)         |            |            |            |           |           |               |               |          |          | ●       |         |         |         | 2      | 0      | 0      |
| 2         | Ons Džabúrová (TUN)             |            |            |            |           |           |               |               |          |          | ●       |         | ●       |         | 2      | 0      | 0      |
| 2         | Čeng Čchin-wen (CHN)            |            |            |            |           |           |               |               |          |          | ●       |         | ●       |         | 2      | 0      | 0      |
| 2         | Demi Schuursová (NED)           |            |            |            |           |           |               |               |          |          |         | ●       |         |         | 0      | 2      | 0      |
| 2         | Ulrikke Eikeriová (NOR)         |            |            |            |           |           |               |               |          |          |         | ●       |         | ●       | 0      | 2      | 0      |
| 2         | Ingrid Neelová (EST)            |            |            |            |           |           |               |               |          |          |         | ●       |         | ●       | 0      | 2      | 0      |
| 2         | Nao Hibinová (JPN)              |            |            |            |           |           |               |               |          |          |         |         | ●       | ●       | 1      | 1      | 0      |
| 2         | Marta Kosťuková (UKR)           |            |            |            |           |           |               |               |          |          |         |         | ●       | ●       | 1      | 1      | 0      |
| 2         | Diane Parryová (FRA)            |            |            |            |           |           |               |               |          |          |         |         |         | ●       | 0      | 2      | 0      |
| 2         | Jana Sizikovová                 |            |            |            |           |           |               |               |          |          |         |         |         | ●       | 0      | 2      | 0      |
| 1         | Markéta Vondroušová (CZE)       | ●          |            |            |           |           |               |               |          |          |         |         |         |         | 1      | 0      | 0      |
| 1         | Barbora Strýcová (CZE)          |            | ●          |            |           |           |               |               |          |          |         |         |         |         | 0      | 1      | 0      |
| 1         | Wang Sin-jü (CHN)               |            | ●          |            |           |           |               |               |          |          |         |         |         |         | 0      | 1      | 0      |
| 1         | Ljudmyla Kičenoková (UKR)       |            |            | ●          |           |           |               |               |          |          |         |         |         |         | 0      | 0      | 1      |
| 1         | Viktoria Azarenková             |            |            |            |           |           |               | ●             |          |          |         |         |         |         | 0      | 1      | 0      |
| 1         | Maria Sakkariová (GRE)          |            |            |            |           |           |               |               | ●        |          |         |         |         |         | 1      | 0      | 0      |
| 1         | Ljudmila Samsonovová            |            |            |            |           |           |               |               |          | ●        |         |         |         |         | 0      | 1      | 0      |
| 1         | Madison Keysová (USA)           |            |            |            |           |           |               |               |          |          | ●       |         |         |         | 1      | 0      | 0      |
| 1         | Danielle Collinsová (USA)       |            |            |            |           |           |               |               |          |          |         | ●       |         |         | 0      | 1      | 0      |
| 1         | Caroline Garciaová (FRA)        |            |            |            |           |           |               |               |          |          |         | ●       |         |         | 0      | 1      | 0      |
| 1         | Asia Muhammadová (USA)          |            |            |            |           |           |               |               |          |          |         | ●       |         |         | 0      | 1      | 0      |
| 1         | Čang Šuaj (CHN)                 |            |            |            |           |           |               |               |          |          |         | ●       |         |         | 0      | 1      | 0      |
| 1         | Jekatěrina Alexandrovová        |            |            |            |           |           |               |               |          |          |         |         | ●       |         | 1      | 0      | 0      |
| 1         | Katie Boulterová (GBR)          |            |            |            |           |           |               |               |          |          |         |         | ●       |         | 1      | 0      | 0      |
| 1         | Lucia Bronzettiová (ITA)        |            |            |            |           |           |               |               |          |          |         |         | ●       |         | 1      | 0      | 0      |
| 1         | Elisabetta Cocciarettová (ITA)  |            |            |            |           |           |               |               |          |          |         |         | ●       |         | 1      | 0      | 0      |
| 1         | Lauren Davisová (USA)           |            |            |            |           |           |               |               |          |          |         |         | ●       |         | 1      | 0      | 0      |
| 1         | Leylah Fernandezová (CAN)       |            |            |            |           |           |               |               |          |          |         |         | ●       |         | 1      | 0      | 0      |
| 1         | Camila Giorgiová (ITA)          |            |            |            |           |           |               |               |          |          |         |         | ●       |         | 1      | 0      | 0      |
| 1         | Tamara Korpatschová (GER)       |            |            |            |           |           |               |               |          |          |         |         | ●       |         | 1      | 0      | 0      |
| 1         | Ashlyn Kruegerová (USA)         |            |            |            |           |           |               |               |          |          |         |         | ●       |         | 1      | 0      | 0      |
| 1         | Tatjana Mariová (GER)           |            |            |            |           |           |               |               |          |          |         |         | ●       |         | 1      | 0      | 0      |
| 1         | Jeļena Ostapenková (LAT)        |            |            |            |           |           |               |               |          |          |         |         | ●       |         | 1      | 0      | 0      |
| 1         | Anastasija Potapovová           |            |            |            |           |           |               |               |          |          |         |         | ●       |         | 1      | 0      | 0      |
| 1         | Arantxa Rusová (NED)            |            |            |            |           |           |               |               |          |          |         |         | ●       |         | 1      | 0      | 0      |
| 1         | Elina Svitolinová (UKR)         |            |            |            |           |           |               |               |          |          |         |         | ●       |         | 1      | 0      | 0      |
| 1         | Marija Timofejevová             |            |            |            |           |           |               |               |          |          |         |         | ●       |         | 1      | 0      | 0      |
| 1         | Donna Vekićová (CRO)            |            |            |            |           |           |               |               |          |          |         |         | ●       |         | 1      | 0      | 0      |
| 1         | Wang Si-jü (CHN)                |            |            |            |           |           |               |               |          |          |         |         | ●       |         | 1      | 0      | 0      |
| 1         | Ču Lin (CHN)                    |            |            |            |           |           |               |               |          |          |         |         | ●       |         | 1      | 0      | 0      |
| 1         | Anna Bondárová (HUN)            |            |            |            |           |           |               |               |          |          |         |         |         | ●       | 0      | 1      | 0      |
| 1         | Cristina Bucșová (ESP)          |            |            |            |           |           |               |               |          |          |         |         |         | ●       | 0      | 1      | 0      |
| 1         | Jodie Burrageová (GBR)          |            |            |            |           |           |               |               |          |          |         |         |         | ●       | 0      | 1      | 0      |
| 1         | Čan Chao-čching (TPE)           |            |            |            |           |           |               |               |          |          |         |         |         | ●       | 0      | 1      | 0      |
| 1         | Natela Dzalamidzeová (GEO)      |            |            |            |           |           |               |               |          |          |         |         |         | ●       | 0      | 1      | 0      |
| 1         | Sara Erraniová (ITA)            |            |            |            |           |           |               |               |          |          |         |         |         | ●       | 0      | 1      | 0      |
| 1         | Kirsten Flipkensová (BEL)       |            |            |            |           |           |               |               |          |          |         |         |         | ●       | 0      | 1      | 0      |
| 1         | Anna-Lena Friedsamová (GER)     |            |            |            |           |           |               |               |          |          |         |         |         | ●       | 0      | 1      | 0      |
| 1         | Ingrid Gamarra Martinsová (BRA) |            |            |            |           |           |               |               |          |          |         |         |         | ●       | 0      | 1      | 0      |
| 1         | Kuo Chan-jü (CHN)               |            |            |            |           |           |               |               |          |          |         |         |         | ●       | 0      | 1      | 0      |
| 1         | Viktória Hrunčáková (SVK)       |            |            |            |           |           |               |               |          |          |         |         |         | ●       | 0      | 1      | 0      |
| 1         | Ťiang Sin-jü (CHN)              |            |            |            |           |           |               |               |          |          |         |         |         | ●       | 0      | 1      | 0      |
| 1         | Oxana Kalašnikovová (GEO)       |            |            |            |           |           |               |               |          |          |         |         |         | ●       | 0      | 1      | 0      |
| 1         | Irina Chromačovová              |            |            |            |           |           |               |               |          |          |         |         |         | ●       | 0      | 1      | 0      |
| 1         | Nadija Kičenoková (UKR)         |            |            |            |           |           |               |               |          |          |         |         |         | ●       | 0      | 1      | 0      |
| 1         | Yuliana Lizarazová (COL)        |            |            |            |           |           |               |               |          |          |         |         |         | ●       | 0      | 1      | 0      |
| 1         | Lidzija Marozavová              |            |            |            |           |           |               |               |          |          |         |         |         | ●       | 0      | 1      | 0      |
| 1         | Bethanie Mattek-Sandsová (USA)  |            |            |            |           |           |               |               |          |          |         |         |         | ●       | 0      | 1      | 0      |
| 1         | Caty McNallyová (USA)           |            |            |            |           |           |               |               |          |          |         |         |         | ●       | 0      | 1      | 0      |
| 1         | Alexandra Panovová              |            |            |            |           |           |               |               |          |          |         |         |         | ●       | 0      | 1      | 0      |
| 1         | Jasmine Paoliniová (ITA)        |            |            |            |           |           |               |               |          |          |         |         |         | ●       | 0      | 1      | 0      |
| 1         | María Paulina Pérezová (COL)    |            |            |            |           |           |               |               |          |          |         |         |         | ●       | 0      | 1      | 0      |
| 1         | Katarzyna Piterová (POL)        |            |            |            |           |           |               |               |          |          |         |         |         | ●       | 0      | 1      | 0      |
| 1         | Sabrina Santamariová (USA)      |            |            |            |           |           |               |               |          |          |         |         |         | ●       | 0      | 1      | 0      |
| 1         | Bibiane Schoofsová (NED)        |            |            |            |           |           |               |               |          |          |         |         |         | ●       | 0      | 1      | 0      |
| 1         | Iryna Šymanovičová              |            |            |            |           |           |               |               |          |          |         |         |         | ●       | 0      | 1      | 0      |
| 1         | Fanny Stollárová (HUN)          |            |            |            |           |           |               |               |          |          |         |         |         | ●       | 0      | 1      | 0      |
| 1         | Tchang Čchien-chuej (CHN)       |            |            |            |           |           |               |               |          |          |         |         |         | ●       | 0      | 1      | 0      |
| 1         | Jil Teichmannová (SUI)          |            |            |            |           |           |               |               |          |          |         |         |         | ●       | 0      | 1      | 0      |
| 1         | Chao Ťia-i (TPE)                |            |            |            |           |           |               |               |          |          |         |         |         | ●       | 0      | 1      | 0      |
| 1         | Heather Watsonová (GBR)         |            |            |            |           |           |               |               |          |          |         |         |         | ●       | 0      | 1      | 0      |
| 1         | Yanina Wickmayerová (BEL)       |            |            |            |           |           |               |               |          |          |         |         |         | ●       | 0      | 1      | 0      |
| 1         | Wu Fang-sien (TPE)              |            |            |            |           |           |               |               |          |          |         |         |         | ●       | 0      | 1      | 0      |
| 1         | Sü I-fan (CHN)                  |            |            |            |           |           |               |               |          |          |         |         |         | ●       | 0      | 1      | 0      |
| 1         | Jang Čao-süan (CHN)             |            |            |            |           |           |               |               |          |          |         |         |         | ●       | 0      | 1      | 0      |
| 1         | Kimberley Zimmermannová (BEL)   |            |            |            |           |           |               |               |          |          |         |         |         | ●       | 0      | 1      | 0      |

### Tituly podle států
|           |                        | Grand Slam | Grand Slam | Grand Slam | Závěrečné | Závěrečné | WTA 1000      | WTA 1000      | WTA 1000 | WTA 1000 | WTA 500 | WTA 500 | WTA 250 | WTA 250 | Celkem | Celkem | Celkem |
| Mandatory | Mandatory              | Grand Slam | Grand Slam | Grand Slam | Závěrečné | Závěrečné | Non-mandatory | Non-mandatory |          |          | WTA 500 | WTA 500 | WTA 250 | WTA 250 | Celkem | Celkem | Celkem |
| T         | Stát                   | D          | Č          | X          | D         | Č         | D             | Č             | D        | Č        | D       | Č       | D       | Č       | D      | Č      | X      |
| --------- | ---------------------- | ---------- | ---------- | ---------- | --------- | --------- | ------------- | ------------- | -------- | -------- | ------- | ------- | ------- | ------- | ------ | ------ | ------ |
| 21        | Spojené státy americké | 1          |            |            |           |           |               | 1             | 2        | 1        | 2       | 6       | 5       | 2       | 10     | 11     | 0      |
| 14        | Česko                  | 1          | 2          |            |           |           | 1             | 2             | 1        |          | 2       | 1       | 2       | 2       | 7      | 7      | 0      |
| 9         | Čína                   |            | 1          |            |           |           |               |               |          |          | 1       | 1       | 3       | 3       | 4      | 5      | 0      |
| 8         | Brazílie               |            |            | 1          | 1         | 1         |               | 1             |          |          |         | 3       |         | 1       | 1      | 6      | 1      |
| 8         | Německo                |            |            |            |           | 1         |               |               |          |          |         | 1       | 2       | 4       | 2      | 6      | 0      |
| 7         | Polsko                 | 1          |            |            | 1         |           | 1             |               |          |          | 2       |         | 1       | 1       | 6      | 1      | 0      |
| 6         | Japonsko               |            |            | 1          |           |           |               |               |          | 1        |         |         | 1       | 2       | 1      | 4      | 1      |
| 6         | Belgie                 |            |            |            |           |           |               | 1             |          | 1        |         |         | 1       | 3       | 1      | 5      | 0      |
| 5         | Ukrajina               |            |            | 1          |           |           |               |               |          |          |         |         | 2       | 2       | 2      | 2      | 1      |
| 4         | Čínská Tchaj-pej       |            | 2          |            |           |           |               |               |          |          |         |         |         | 2       | 0      | 4      | 0      |
| 4         | Kazachstán             |            |            | 1          |           |           | 2             |               |          |          |         |         |         | 1       | 2      | 1      | 1      |
| 4         | Nizozemsko             |            |            |            |           |           |               |               |          |          |         | 2       | 1       | 1       | 1      | 3      | 0      |
| 4         | Itálie                 |            |            |            |           |           |               |               |          |          |         |         | 3       | 1       | 3      | 1      | 0      |
| 3         | Kanada                 |            | 1          |            |           |           |               |               |          |          |         | 1       | 1       |         | 1      | 2      | 0      |
| 3         | Nový Zéland            |            | 1          |            |           |           |               |               |          |          |         | 1       |         | 1       | 0      | 3      | 0      |
| 3         | Španělsko              |            |            |            |           |           |               | 1             |          |          |         |         | 1       | 1       | 1      | 2      | 0      |
| 3         | Švýcarsko              |            |            |            |           |           |               |               |          |          | 2       |         |         | 1       | 2      | 1      | 0      |
| 3         | Francie                |            |            |            |           |           |               |               |          |          |         | 1       |         | 2       | 0      | 3      | 0      |
| 3         | Spojené království     |            |            |            |           |           |               |               |          |          |         |         | 1       | 2       | 1      | 2      | 0      |
| 3         | Indonésie              |            |            |            |           |           |               |               |          |          |         |         |         | 3       | 0      | 3      | 0      |
| 2         | Austrálie              |            |            |            |           |           |               | 1             |          | 1        |         |         |         |         | 0      | 2      | 0      |
| 2         | Tunisko                |            |            |            |           |           |               |               |          |          | 1       |         | 1       |         | 2      | 0      | 0      |
| 2         | Estonsko               |            |            |            |           |           |               |               |          |          |         | 1       |         | 1       | 0      | 2      | 0      |
| 2         | Norsko                 |            |            |            |           |           |               |               |          |          |         | 1       |         | 1       | 0      | 2      | 0      |
| 2         | Maďarsko               |            |            |            |           |           |               |               |          |          |         |         |         | 2       | 0      | 2      | 0      |
| 1         | Řecko                  |            |            |            |           |           |               |               | 1        |          |         |         |         |         | 1      | 0      | 0      |
| 1         | Chorvatsko             |            |            |            |           |           |               |               |          |          |         |         | 1       |         | 1      | 0      | 0      |
| 1         | Lotyšsko               |            |            |            |           |           |               |               |          |          |         |         | 1       |         | 1      | 0      | 0      |
| 1         | Kolumbie               |            |            |            |           |           |               |               |          |          |         |         |         | 1       | 0      | 1      | 0      |
| 1         | Gruzie                 |            |            |            |           |           |               |               |          |          |         |         |         | 1       | 0      | 1      | 0      |
| 1         | Slovensko              |            |            |            |           |           |               |               |          |          |         |         |         | 1       | 0      | 1      | 0      |

### Premiérové tituly
Hráčky, které získaly první titul ve dvouhře, čtyřhře nebo smíšené čtyřhře:

#### Dvouhra
- Ču Lin (29 let a 8 dní) – Hua Hin (pavouk)
- Alycia Parksová (22 let a 36 dní) – Lyon (pavouk)
- Marta Kosťuková (20 let a 250 dní) – Austin (pavouk)
- Lucia Bronzettiová (24 let a 168 dní) – Rabat (pavouk)
- Katie Boulterová (27 let a 161 dní) – Nottingham (pavouk)
- Marija Timofejevová (19 let a 247 dní) – Budapešť (pavouk)
- Čeng Čchin-wen (20 let a 288 dní) – Palermo (pavouk)
- Arantxa Rusová (32 let a 228 dní) – Hamburk (pavouk)
- Elisabetta Cocciarettová (22 let a 186 dní) – Lausanne (pavouk)
- Ashlyn Kruegerová (19 let a 133 dní) – Ósaka (pavouk)
- Wang Si-jü (22 let a 179 dní) – Kanton (pavouk)
- Tamara Korpatschová (28 let a 163 dní) – Kluž (pavouk)

#### Čtyřhra
- Cristina Bucșová – Lyon (pavouk)
- Wu Fang-sien – Hua Hin (pavouk)
- Ljudmila Samsonovová – Dubaj (pavouk)
- Diane Parryová – Mérida (pavouk)
- Yuliana Lizarazová – Monterrey (pavouk)
- María Paulina Pérez Garcíaová – Monterrey (pavouk)
- Iryna Šymanovičová – Bogotá (pavouk)
- Danielle Collinsová – Charleston (pavouk)
- Ingrid Gamarrová Martinsová – Bad Homburg (pavouk)
- Kuo Chan-jü  – Kanton (pavouk)
- Cchao Ťia-i – Hongkong (pavouk)
- Jodie Burrageová – Kluž (pavouk)

#### Smíšená čtyřhra
- Luisa Stefaniová – Australian Open (pavouk)
- Miju Katová – French Open (pavouk)
- Ljudmyla Kičenoková – Wimbledon (pavouk)
- Anna Danilinová – US Open (pavouk)

### Obhájené tituly
Hráčky, které obhájily titul ve dvouhře, čtyřhře nebo smíšené čtyřhře:

#### Dvouhra
- Iga Świąteková – Dauhá (pavouk), Stuttgart (pavouk), French Open (pavouk)
- Tatjana Mariová – Bogota (pavouk)
- Jekatěrina Alexandrovová – 's-Hertogenbosch (pavouk)
- Elise Mertensová – Monastir (pavouk)

#### Čtyřhra
- Barbora Krejčíková – Australian Open (pavouk)
- Kateřina Siniaková – Australian Open (pavouk)
- Natela Dzalamidzeová – Linec (pavouk)
- Coco Gauffová – Dauhá (pavouk)
- Jessica Pegulaová – Dauhá (pavouk)
- Veronika Kuděrmetovová – Dubaj (pavouk)
- Desirae Krawczyková – Stuttgart (pavouk)
- Demi Schuursová – Stuttgart (pavouk)
- Kimberley Zimmermannová – Palermo (pavouk)
- Storm Hunterová – Guadalajara (pavouk)

## Žebříček

### Dvouhra
Nejvýše postavenými hráčkami na konečném žebříčku dvouhry podle roku narození byly Čeng Čchin-wen (nar. 2002, 15.), Marija Timofejevová (nar. 2003, 126.), Coco Gauffová (nar. 2004, 3.), Linda Fruhvirtová (nar. 2005, 89.), Sára Bejlek (nar. 2006, 190.), Mirra Andrejevová (nar. 2007, 46.), Tyra Caterina Grantová (nar. 2008, 761.) a Hannah Klugmanová (nar. 2009, 659.).
Tabulky uvádějí 20 nejvýše postavených tenistek na žebříčku WTA Race pro Turnaj mistryň včetně kvalifikovaných, a 20 nejvýše postavených tenistek na konečném žebříčku WTA.
| Žebříček WTA Race | Žebříček WTA Race                           | Žebříček WTA Race |
| Poř.              | tenistka (✓ – kvalifikována, ✗ – odhlášena) | body              |
| ----------------- | ------------------------------------------- | ----------------- |
| 1.                | Aryna Sabalenková ✓                         | 8 425             |
| 2.                | Iga Świąteková (POL) ✓                      | 7 795             |
| 3.                | Coco Gauffová (USA) ✓                       | 6 455             |
| 4.                | Jelena Rybakinová (KAZ) ✓                   | 5 865             |
| 5.                | Jessica Pegulaová (USA) ✓                   | 4 895             |
| 6.                | Markéta Vondroušová (CZE) ✓                 | 3 839             |
| 7.                | Ons Džabúrová (TUN) ✓                       | 3 695             |
| 8.                | Karolína Muchová (CZE) ✓✗                   | 3 663             |
| 9.                | Maria Sakkariová (GRE) ✓                    | 3 245             |
| 10.               | Barbora Krejčíková (CZE)                    | 2 775             |
| 11.               | Madison Keysová (USA)                       | 2 737             |
| 12.               | Petra Kvitová (CZE)                         | 2 660             |
| 13.               | Jeļena Ostapenková (LAT)                    | 2 615             |
| 14.               | Belinda Bencicová (SUI)                     | 2 570             |
| 15.               | Ljudmila Samsonovová                        | 2 545             |
| 16.               | Veronika Kuděrmetovová                      | 2 460             |
| 17.               | Darja Kasatkinová                           | 2 410             |
| 18.               | Čeng Čchin-wen (CHN)                        | 2 275             |
| 19.               | Beatriz Haddad Maiová (BRA)                 | 2 210             |
| 20.               | Caroline Garciaová (FRA)                    | 2 035             |

| Konečný žebříček WTA | Konečný žebříček WTA        | Konečný žebříček WTA | Konečný žebříček WTA | Konečný žebříček WTA | Konečný žebříček WTA | Konečný žebříček WTA | Konečný žebříček WTA |
| Poř.                 | tenistka                    | bodů                 | turnajů              | '22                  | max                  | min                  | '22→'23              |
| -------------------- | --------------------------- | -------------------- | -------------------- | -------------------- | -------------------- | -------------------- | -------------------- |
| 1.                   | Iga Świąteková (POL)        | 9 295                | 19                   | 1.                   | 1.                   | 2.                   | ▬                    |
| 2.                   | Aryna Sabalenková           | 9 050                | 16                   | 5                    | 1.                   | 5.                   | ▲ 3                  |
| 3.                   | Coco Gauffová (USA)         | 6 580                | 19                   | 7.                   | 3.                   | 7.                   | ▲ 4                  |
| 4.                   | Jelena Rybakinová (KAZ)     | 6 365                | 18                   | 22.                  | 3.                   | 25.                  | ▲ 18                 |
| 5.                   | Jessica Pegulaová (USA)     | 5 975                | 20                   | 3.                   | 3.                   | 5.                   | ▼ 2                  |
| 6.                   | Ons Džabúrová (TUN)         | 4 195                | 21                   | 2.                   | 2.                   | 7.                   | ▼ 4                  |
| 7.                   | Markéta Vondroušová (CZE)   | 4 075                | 17                   | 99.                  | 6.                   | 105.                 | ▲ 92                 |
| 8.                   | Karolína Muchová (CZE)      | 3 651                | 16                   | 149.                 | 8.                   | 151.                 | ▲ 141                |
| 9.                   | Maria Sakkariová (GRE)      | 3 620                | 24                   | 6.                   | 6.                   | 10.                  | ▼ 3                  |
| 10.                  | Barbora Krejčíková (CZE)    | 2 880                | 21                   | 21.                  | 10.                  | 30.                  | ▲ 11                 |
| 11.                  | Beatriz Haddad Maiová (BRA) | 2 855                | 23.                  | 15                   | 10 .                 | 21.                  | ▲ 4                  |
| 12                   | Madison Keysová (USA)       | 2 816                | 18                   | 11.                  | 10.                  | 25.                  | ▼ 1                  |
| 13.                  | Jeļena Ostapenková (LAT)    | 2 720                | 23                   | 18.                  | 12.                  | 26.                  | ▲ 5                  |
| 14.                  | Petra Kvitová (CZE)         | 2 660                | 17                   | 16.                  | 8.                   | 14.                  | ▲ 2                  |
| 15.                  | Čeng Čchin-wen (CHN)        | 2 660                | 23                   | 25.                  | 15.                  | 30.                  | ▲ 15                 |
| 16.                  | Ljudmila Samsonovová        | 2 650                | 24                   | 20.                  | 12.                  | 22.                  | ▲ 4                  |
| 17.                  | Belinda Bencicová (SUI)     | 2 570                | 18                   | 12.                  | 9.                   | 17.                  | ▼ 5                  |
| 18.                  | Darja Kasatkinová           | 2 550                | 25                   | 8                    | 8.                   | 18.                  | ▼ 10                 |
| 19.                  | Veronika Kuděrmetovová      | 2 520                | 25                   | 9.                   | 9.                   | 19.                  | ▼ 10                 |
| 20.                  | Caroline Garciaová (FRA)    | 2 095                | 27                   | 4.                   | 4.                   | 20.                  | ▼ 16                 |

#### Světové jedničky
| Světová jednička     | datum nástupu       | datum odchodu     |
| -------------------- | ------------------- | ----------------- |
| Iga Świąteková (POL) | začátek sezóny 2023 | 10. září 2023     |
| Aryna Sabalenková    | 11. září 2023       | 5. listopadu 2023 |
| Iga Świąteková (POL) | 6. listopadu 2023   | konec sezóny 2023 |

#### Debutantky v první světové stovce

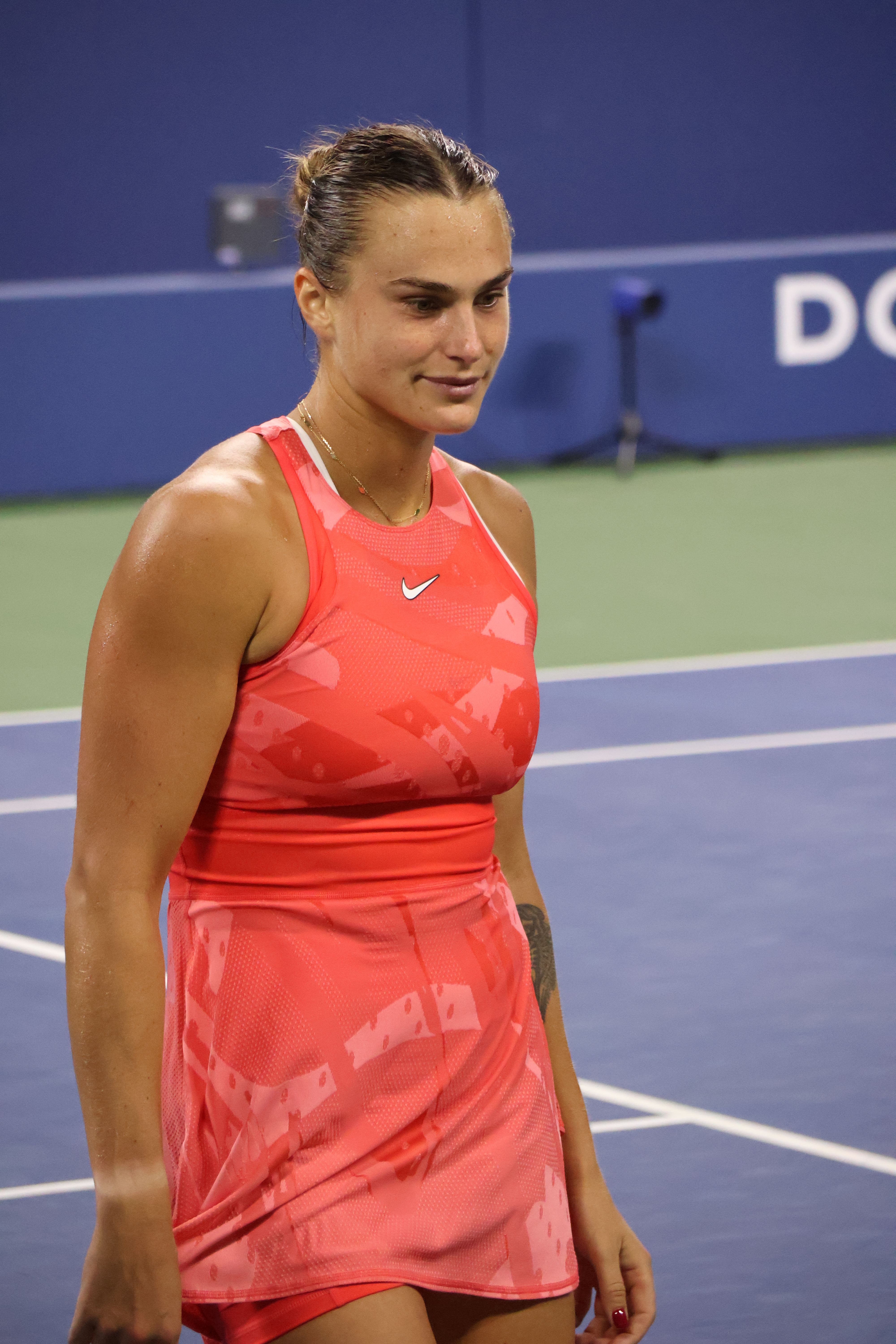
Světovou jedničkou se po US Open poprvé stala 25letá Aryna Sabalenková, která do konce sezóny na čele strávila 8 týdnů

V Top 100 debutovalo šestnáct tenistek. Nejmladší členkou první stovky se stala 16letá Mirra Andrejevová a naopak nejstarší 30letá Emina Bektasová, jakožto historicky třetí nejstarší debutantka v Top 100. Z členek světové stovky dosáhla největšího meziročního posunu Andrejevová, o 359 míst (ze 405. na 46. místo). Jediné Iga Świąteková s Elise Mertensovou v ní skončily na stejné pozici (1. a 29.) jako v roce 2022.
- Rebeka Masárová (9. ledna)
- Cristina Bucșová (16. ledna)
- Diana Šnajderová (30. ledna)
- Katie Volynetsová (30. ledna)
- Peyton Stearnsová (10. dubna)
- Emma Navarrová (8. května)
- Caroline Dolehideová (22. května)
- Elina Avanesjanová (12. června)
- Elizabeth Mandliková (19. června)
- Mirra Andrejevová (17. července)
- Jodie Burrageová (17. července)
- Kayla Dayová (24. července)
- Ashlyn Kruegerová (18. září)
- Kimberly Birrellová (18. září)
- Emina Bektasová (6. listopadu)

V Top 50 debutovalo patnáct tenistek.
- Lucia Bronzettiová (9. ledna)
- Elisabetta Cocciarettová (16. ledna)
- Ču Lin (6. února)
- Linda Nosková (6. února)
- Alycia Parksová (27. února)
- Linda Fruhvirtová (20. března)
- Varvara Gračovová (3. dubna)
- Anna Blinkovová (12. června)
- Arantxa Rusová (31. července)
- Wang Sin-jü (11. září)
- Peyton Stearnsová (11. září)
- Katie Boulterová (11. září)
- Emma Navarrová (18. září)
- Caroline Dolehideová (25. září)
- Mirra Andrejevová (9. října)

V Top 20 debutovaly tři tenistky.
- Magda Linetteová (20. března)
- Martina Trevisanová (3. dubna)
- Čeng Čchin-wen (22. května)

V Top 10 debutovaly čtyři tenistky. Karolína Muchová v jejím rámci učinila největší meziroční posun o 141 příček. Jelena Rybakinová se stala první Kazachstánkou a Beatriz Haddad Maiová první Brazilkou ve světové desítce.
V konečném žebříčku Top 10 figurovala nejdelší, čtyřleté období bez přerušení Aryna Sabalenková. Jeho nejstarší členkou se stala 29letá Pegulaová a nejmladší 19letá Gauffová. Pozici v závěrečné desítce obhájila jako první americká teenagerka od Sereny Williamsové z let 1999 a 2000. Poprvé v historii byly v konečném Top 10 tři Češky (Vondroušová, Muchová a Krejčíková).
- Jelena Rybakinová (30. ledna)
- Beatriz Haddad Maiová (12. června)
- Markéta Vondroušová (17. července)
- Karolína Muchová (21. srpna)

#### Nová žebříčková maxima
Hráčky, které v sezóně 2023 zaznamenaly kariérní maximum v první padesátce žebříčku WTA (ztučnění u jmen hráček, které v první světové desítce debutovaly a postavení při novém maximu v Top 10):
- Čang Šuaj (na 22. místo 16. ledna)
- Jekatěrina Alexandrovová (na 16. místo 20. února)
- Ljudmila Samsonovová (na 12. místo 27. února)
- Magda Linetteová (na 19. místo 20. března)
- Ajla Tomljanovićová (na 32. místo 3. dubna)
- Varvara Gračovová (na 43. místo 24. dubna)
- Martina Trevisanová (na 18. místo 8. května)
- Anhelina Kalininová (na 25. místo 22. května)
- Jelena Rybakinová (na 3. místo 12. června)
- Beatriz Haddad Maiová (na 10. místo 12. června)
- Anastasija Potapovová (na 22. místo 12. června)
- Bernarda Peraová (na 27. místo 12. června)
- Majar Šarífová (na 40. místo 12. června)
- Anastasija Potapovová (na 21. místo 19. června)
- Majar Šarífová (na 31. místo 19. června)
- Linda Fruhvirtová (na 49. místo 26. června)
- Lucia Bronzettiová (na 47. místo 3. července)
- Ana Bogdanová (na 39. místo 24. července)
- Arantxa Rusová (na 42. místo 31. července)
- Marta Kosťuková (na 32. místo 7. srpna)
- Anna Blinkovová (na 34. místo 7. srpna)
- Varvara Gračovová (na 40. místo 7. srpna)
- Alycia Parksová (na 40. místo 14. srpna)
- Arantxa Rusová (na 41. místo 14. srpna)
- Elisabetta Cocciarettová (na 29. místo 21. srpna)
- Aryna Sabalenková (na 1. místo 11. září)
- Coco Gauffová (na 3. místo 11. září)
- Markéta Vondroušová (na 6. místo 11. září)
- Karolína Muchová (na 8. místo 11. září)
- Katie Boulterová (na 50. místo 11. září)
- Ču Lin (na 31. místo 18. září)
- Peyton Stearnsová (na 43. místo 18. září)
- Caroline Dolehideová (na 41. místo 2. října)
- Wang Sin-jü  (na 32. místo 9. října)
- Linda Nosková (na 40. místo 9. října)
- Jasmine Paoliniová (na 29. místo 23. října)
- Čeng Čchin-wen (na 15. místo 6. listopadu)
- Mirra Andrejevová (na 46. místo 6. listopadu)
- Emma Navarrová (na 33. místo 13. listopadu)

### Čtyřhra
Tabulky uvádějí 10 nejvýše postavených párů na žebříčku WTA Race, včetně kvalifikovaných na Turnaj mistryň, a 20 nejvýše postavených tenistek na konečném žebříčku WTA.
| Žebříček párů WTA Race | Žebříček párů WTA Race                                   | Žebříček párů WTA Race | Žebříček párů WTA Race | Žebříček párů WTA Race |
| Poř.                   | pár (✓ – kvalifikován)                                   | body                   | turnajů                |                        |
| ---------------------- | -------------------------------------------------------- | ---------------------- | ---------------------- | ---------------------- |
| 1.                     | Coco Gauffová (USA) Jessica Pegulaová (USA) ✓            | 5 565                  | 13                     |                        |
| 2.                     | Storm Hunterová (AUS) Elise Mertensová (BEL) ✓           | 5 130                  | 12                     |                        |
| 3.                     | Šúko Aojamová (JPN) Ena Šibaharaová (JPN) ✓              | 3 790                  | 20                     |                        |
| 4.                     | Kateřina Siniaková (CZE) Barbora Krejčíková (CZE) ✓      | 3 785                  | 8                      |                        |
| 5.                     | Desirae Krawczyková (USA) Demi Schuursová (NED) ✓        | 3 570                  | 18                     |                        |
| 6.                     | Gabriela Dabrowská (CAN) Erin Routliffeová (NZL) ✓       | 3 386                  | 8                      |                        |
| 7.                     | Nicole Melichar-Martinezová (USA) Ellen Perezová (AUS) ✓ | 3 325                  | 24                     |                        |
| 8.                     | Taylor Townsendová (USA) Leylah Fernandezová (CAN) ✓     | 3 310                  | 8                      |                        |
| 9.                     | Laura Siegemundová (GER) Věra Zvonarevová                | 3 125                  | 13                     |                        |
| 10.                    | Sie Šu-wej (TPE) Wang Sin-jü (CHN)                       | 2 955                  | 5                      |                        |

| 1.  | Storm Hunterová (AUS)             | 6 055 |
| 2.  | Elise Mertensová (BEL)            | 5 870 |
| 3.  | Coco Gauffová (USA)               | 5 755 |
| 3.  | Jessica Pegulaová (USA)           | 5 755 |
| 5.  | Laura Siegemundová (GER)          | 5 585 |
| 6.  | Sie Šu-wej (TPE)                  | 5 241 |
| 7.  | Taylor Townsendová (USA)          | 5 180 |
| 8.  | Gabriela Dabrowská (CAN)          | 5 115 |
| 9.  | Věra Zvonarevová                  | 5 070 |
| 10. | Kateřina Siniaková (CZE)          | 4 895 |
| 11. | Erin Routliffeová (NZL)           | 4 810 |
| 12. | Šúko Aojamová (JPN)               | 4 695 |
| 13. | Barbora Krejčíková (CZE)          | 4 665 |
| 14. | Ena Šibaharaová (JPN)             | 4 525 |
| 15. | Nicole Melichar-Martinezová (USA) | 4 275 |
| 16. | Desirae Krawczyková (USA)         | 4 155 |
| 17. | Ellen Perezová (AUS)              | 4 150 |
| 18. | Luisa Stefaniová (BRA)            | 4 030 |
| 19. | Demi Schuursová (NED)             | 3 815 |
| 20. | Leylah Fernandezová (CAN)         | 3 690 |

#### Světové jedničky
| Světová jednička                            | datum nástupu       | datum odchodu     |
| ------------------------------------------- | ------------------- | ----------------- |
| Kateřina Siniaková (CZE)                    | začátek sezóny 2023 | 10. září 2023     |
| Coco Gauffová (USA) Jessica Pegulaová (USA) | 11. září 2023       | 17. září 2023     |
| Kateřina Siniaková (CZE)                    | 18. září 2023       | 24. září 2023     |
| Elise Mertensová (BEL)                      | 25. září 2023       | 22. října 2023    |
| Coco Gauffová (USA) Jessica Pegulaová (USA) | 23. října 2023      | 5. listopadu 2023 |
| Storm Hunterová (AUS)                       | 6. listopadu 2023   | konec sezóny 2023 |

#### Nová žebříčková maxima
Hráčky, které v sezóně 2023 zaznamenaly kariérní maximum v první padesátce žebříčku WTA (ztučnění u jmen hráček, které v první světové desítce debutovaly a postavení při novém maximu v Top 10):
- Anna Danilinová (na 10. místo 9. ledna)
- Asia Muhammadová (na 26. místo 9. ledna)
- Tamara Zidanšeková (na 47. místo 16. ledna)
- Jang Čao-süan (na 9. místo 30. ledna)
- Tereza Mihalíková (na 42. místo 30. ledna)
- Anna Bondárová (na 43. místo 30. ledna)
- Anna Kalinská (na 49. místo 6. února)
- Kimberley Zimmermannová  (na 37. místo 6. března)
- Ljudmyla Kičenoková (na 7. místo 20. března)
- Giuliana Olmosová (na 6. místo 10. dubna)
- Beatriz Haddad Maiová (na 10. místo 8. května)
- Marta Kosťuková (na 27. místo 8. května)
- Elena-Gabriela Ruseová (na 32. místo 8. května)
- Taylor Townsendová (na 5. místo 12. června)
- Ellen Perezová (na 9. místo 12. června)
- Ljudmila Samsonovová (na 40. místo 12. června)
- Jana Sizikovová (na 42. místo 12. června)
- Nicole Melicharová-Martinezová (na 6. místo 3. července)
- Desirae Krawczyková (na 8. místo 14. srpna)
- Jessica Pegulaová (na 1. místo 11. září)
- Wang Sin-jü  (na 18. místo 11. září)
- Alycia Parksová (na 27. místo 11. září)
- Markéta Vondroušová (na 38. místo 11. září)
- Miriam Kolodziejová (na 41. místo 11. září)
- Oxana Kalašnikovová (na 42. místo 11. září)
- Ulrikke Eikeriová (na 38. místo 2. října)
- Ingrid Neelová (na 39. místo 2. října)
- Leylah Fernandezová (na 17. místo 23. října)
- Marie Bouzková (na 23. místo 23. října)
- Aldila Sutjiadiová (na 26. místo 23. října)
- Miju Katová (na 27. místo 23. října)
- Sara Sorribesová Tormová (na 33. místo 23. října)
- Storm Hunterová (na 1. místo 6. listopadu)
- Laura Siegemundová (na 5. místo 6. listopadu)
- Erin Routliffeová (na 11. místo 6. listopadu)
- Ingrid Gamarrová Martinsová (na 47. místo 6. listopadu)

## Výdělek tenistek
| Nejvyšší výdělky tenistek                                      | Nejvyšší výdělky tenistek   | Nejvyšší výdělky tenistek | Nejvyšší výdělky tenistek | Nejvyšší výdělky tenistek | Nejvyšší výdělky tenistek |
| Poř.                                                           | tenistka                    | ve dvouhře                | ve čtyřhře                | v mixu                    | celkem v sezóně           |
| -------------------------------------------------------------- | --------------------------- | ------------------------- | ------------------------- | ------------------------- | ------------------------- |
| 1.                                                             | Iga Świąteková (POL)        | 9 857 686 $               | 0 $                       | 0 $                       | 9 857 686 $               |
| 2.                                                             | Aryna Sabalenková           | 8 195 703 $               | 6 950 $                   | 0 $                       | 8 202 653 $               |
| 3.                                                             | Coco Gauffová (USA)         | 5 953 882 $               | 715 740 $                 | 0 $                       | 6 669 622 $               |
| 4.                                                             | Jessica Pegulaová (USA)     | 5 200 095 $               | 715 740 $                 | 52 054 $                  | 5 967 890 $               |
| 5.                                                             | Jelena Rybakinová (KAZ)     | 5 429 334 $               | 64 103 $                  | 0 $                       | 5 493 437 $               |
| 6.                                                             | Markéta Vondroušová (CZE)   | 4 334 528 $               | 138 750 $                 | 0 $                       | 4 473 278 $               |
| 7.                                                             | Ons Džabúrová (TUN)         | 3 175 679 $               | 18 885 $                  | 0 $                       | 3 194 564 $               |
| 8.                                                             | Beatriz Haddad Maiová (BRA) | 2 468 715 $               | 390 106 $                 | 0 $                       | 2 858 821 $               |
| 9.                                                             | Karolína Muchová (CZE)      | 2 796 338 $               | 8 100 $                   | 0 $                       | 2 804 438 $               |
| 10.                                                            | Maria Sakkariová (GRE)      | 2 600 139 $               | 5 274 $                   | 0 $                       | 2 605 413 $               |
| 11.                                                            | Petra Kvitová (CZE)         | 2 488 381 $               | 0 $                       | 0 $                       | 2 488 381 $               |
| 12.                                                            | Madison Keysová (USA)       | 2 389 898 $               | 16 560 $                  | 0 $                       | 2 406 458 $               |
| 13.                                                            | Barbora Krejčíková (CZE)    | 1 688 835 $               | 609 744 $                 | 0 $                       | 2 298 579 $               |
| 14.                                                            | Ljudmila Samsonovová        | 2 058 043 $               | 182 493 $                 | 7 750 $                   | 2 248 286 $               |
| 15.                                                            | Jeļena Ostapenková (LAT)    | 1 927 680 $               | 208 506 $                 | 22 424 $                  | 2 158 610 $               |
| 16.                                                            | Caroline Garciaová (FRA)    | 1 771 783 $               | 95 312 $                  | 0 $                       | 1 867 095 $               |
| 17.                                                            | Elise Mertensová (BEL)      | 1 190 101 $               | 664 108 $                 | 0 $                       | 1 854 209 $               |
| 18.                                                            | Magda Linetteová (POL)      | 1 591 621 $               | 254 496 $                 | 0 $                       | 1 846 117 $               |
| 19.                                                            | Viktoria Azarenková         | 1 470 887 $               | 279 509 $                 | 0 $                       | 1 750 396 $               |
| 20.                                                            | Darja Kasatkinová           | 1 665 485 $               | 33 305 $                  | 0 $                       | 1 698 790 $               |
| částky v amerických dolarech; aktualizováno 13. listopadu 2023 |                             |                           |                           |                           |                           |

## Kariérní informace

### Ukončení kariéry
Seznam uvádí tenistky (vítězky turnaje WTA, a/nebo ty, které byly klasifikovány alespoň jeden týden v Top 100 dvouhry a/nebo Top 100 čtyřhry žebříčku WTA), a ohlásily ukončení profesionální kariéry:
- Jana Čepelová (* 29. května 1993 Košice, Slovensko), profesionálka od roku 2012, ve dvouhře žebříčku WTA nejvýše postavená na 50. místě v květnu 2014 a ve čtyřhře na 158. místě během května 2015. Na okruhu ITF vyhrála sedm turnajů ve dvouhře a tři ve čtyřhře. Grandslamovým maximem se stalo třetí kolo ve Wimbledonu 2012 a 2016. Byla členkou slovenského fedcupového týmu, který se v roce 2013 probojoval do světového semifinále. Ukončení kariéry oznámila v červnu 2023 a poslední zápas odehrála v kvalifikaci US Open 2023.[28][29]
- Misaki Doiová (* 29. dubna 1991 Jokohama, Japonsko), profesionálka od roku 2006, ve dvouhře žebříčku WTA nejvýše postavená na 30. místě v říjnu 2016 a ve čtyřhře na 77. místě během května 2021. Na okruhu WTA tour vyhrála dvouhru Luxembourg Open 2015 a čtyřhry na Istanbul Cupu 2014 a Japan Women's Open 2019. Grandslamovým maximem se stalo osmifinále ve Wimbledonu 2016. Na letní olympiádě 2020 skončila ve druhém kole. Poslední turnaj odehrála na zářijovém Toray Pan Pacific Open 2023.[28]
- Irina Falconiová (* 4. května 1990 Portoviejo, Ekvádor), profesionálka od roku 2010, ve dvouhře žebříčku WTA nejvýše postavená na 63. místě v květnu 2016 a ve čtyřhře na 70. místě během března 2013. Na okruhu WTA tour vyhrála dvouhru Copa Colsanitas 2016. Grandslamovým maximem se stala třetí kola na US Open 2011 a French Open 2015. Zlatou medaili si odvezla z Panamerických her 2011 v Guadalajaře. Poslední zápas odehrála v kvalifikaci Wimbledonu 2023 a ukončení karéry oznámila během srpna 2023.[30]
- Kirsten Flipkensová (* 10. ledna 1986 Geel, Belgie), profesionálka od roku 2003, ve dvouhře žebříčku WTA nejvýše postavená na 13. místě v srpnu 2013 a ve čtyřhře na 23. místě během července 2019. Na okruhu WTA tour vyhrála dvouhru na Bell Challenge 2012 a sedm deblových turnajů v kategorii WTA International / WTA 250. Grandslamovým maximem se stalo finále mixu na US Open 2022, z něhož odešla po boku Rogera-Vasselina poražena. Semifinále si zahrála ve dvouhře Wimbledonu 2013 a čtyřhře French Open 2019. Stala se členkou belgického fedcupového týmu, který se v roce 2006 probojoval do světového finále. Mezi juniorkami byla vyhlášena mistryní světa pro rok 2003 po zisku juniorských grandslamů z Wimbledonu a US Open. Ve Wimbledonu 2022 ukončila singlovou kariéru[31] a ve Wimbledonu 2023 uzavřela i deblovou profesionální dráhu.[32][28]
- Anett Kontaveitová (* 24. prosince 1995 Tallinn, Estonsko), profesionálka od roku 2010, ve dvouhře žebříčku WTA nejvýše postavená na 2. místě v červnu 2022 a ve čtyřhře na 95. místě během břazna 2020. Stala se tak nejvýše postaveným estonským tenistou v historii. Na okruhu WTA tour vyhrála šest singlových turnajů včetně Ostrava Open 2021, Kremlin Cupu 2021 a St. Petersburg Open 2022 z kategorie WTA 500. Ve finále Turnaje mistryň 2021 podlehla Muguruzaové. Grandslamovým maximem se stalo čtvrtfinále Australian Open 2020. Ukončení kariéry oznámila 20. června 2023 kvůli degenerativnímu postižení bederní ploténky a profesionální dráhu završila ve 27 letech ve Wimbledonu 2023.[33][28]
- Sania Mirzaová (* 15. listopadu 1985 Bombaj, Maháráštra, Indie), profesionálka od roku 2003, ve dvouhře žebříčku WTA nejvýše postavená na 27. místě v srpnu 2007 a ve čtyřhře na 1. místě během dubna 2015 jako čtvrtá světová jednička z Asie. Celkově na vrcholu setrvala 91 týdnů. Na okruhu WTA Tour vyhrála dvouhru hajdarábádského Bangalore Open 2005 a čtyřicet tři titulů ve čtyřhře.[34] Na grandslamu ovládla s Martinou Hingisovou deblové soutěže ve Wimbledonu 2015, na US Open 2015 a Australian Open 2016. Další tři tituly přidala ve smíšené čtyřhře. Po boku krajana Maheše Bhúpatího vyhrála Australian Open 2009 a French Open 2012. S Brazilcem Brunem Soaresem pak triumfovala na US Open 2014. Třikrát odešla z grandslamových finále poražena – s Vesninovou na French Open 2011, a v mixu na Australian Open 2008 i 2014. Jako první Indka vyhrála turnaj na okruhu WTA Tour, postoupila do třetího a čtvrtého kola dvouhry grandslamu, vyhrála grandslam a stala se členkou první světové padesátky žebříčku WTA ve dvouhře, rovněž tak světovou jedničkou ve čtyřhře. V roce 2005 ji WTA vyhlásila nováčkem roku. V sezóně 2015 vytvořila s Hingisovou pár roku a obě se staly mistryněmi světa ITF. Kariéru ukončila ve čtyřhře únorového Dubai Tennis Championships 2023.[35]
- Ajumi Moritová (* 11. března 1990 Óta, Gunma, Japonsko), profesionálka od roku 2005, ve dvouhře žebříčku WTA nejvýše postavená na 40. místě v říjnu 2011 a ve čtyřhře na 65. místě během února 2009. Na túře WTA skončila jako poražená finalistka ve čtyřhrách Bangkok Open 2007 a Japan Open 2008. Na okruhu ITF vyhrála deset turnajů ve dvouhře a tři ve čtyřhře. Singlovým maximem na grandslamu se stala třetí kola Australian Open 2011 a 2013. Ani ve čtyřhře majorů tuto fázi nepřekročila. Do posledního zápasu nastoupila na 60tisícovém turnaji ITF v Tokiu během listopadu 2022 a kariéru ukončila 4. srpna 2023 po sérii zranění.[28]
- Anastasia Rodionovová (* 12. května 1982 Tambov, Sovětský svaz), profesionálka od roku 1997, ve dvouhře žebříčku WTA nejvýše postavená na 62. místě v srpnu 2010 a ve čtyřhře na 15. místě během září 2014. Na okruhu WTA tour vyhrála jedenáct turnajů ve čtyřhře včetně Brisbane International 2014, Dubai Championships 2014 a Eastbourne International 2016 z kategorie Premier. Grandslamovým maximem se stalo finále mixu ve Wimbledonu 2003, z něhož odešla po boku Andyho Rama poražena. Ve dvouhře grandslamu se pětkrát probojovala do třetí kola, která si zahrála vyjma Australian Open na všech majorech. Deblová semifinále odehrála na US Open 2010 a Turnaji mistryň 2014. Do posledního turnaje zasáhla na dubnovém Porsche Tennis Grand Prix 2022 a ukončení kariéry oznámila v srpnu 2023.[28]
- Samantha Stosurová (* 30. března 1984 Gold Coast, Queensland, Austrálie), profesionálka od roku 1999, ve dvouhře žebříčku WTA nejvýše postavená na 4. místě v únoru 2011 a ve čtyřhře na 1. místě během února 2006. Celkově na vrcholu setrvala 61 týdnů. Na okruhu WTA Tour vyhrála devět singlových a dvacet osm deblových titulů. Na grandslamu zvítězila ve dvouhře US Open 2011 po finálové výhře nad Serenou Williamsovou. V boji o titul na French Open 2010 podlehla Schiavoneové. V ženské čtyřhře ovládla US Open 2005, French Open 2006,  Australian Open 2019 a US Open 2021. Triumfovala také v mixu Australian Open 2005, rovněž tak ve Wimbledonu 2008 a 2014. S Raymondovou si odvezla titul ze čtyřhry Turnaje mistryň 2005 a 2006. V sezónách 2005 a 2006 vytvořila s Raymondovou nejlepší pár roku WTA a obě byly vyhlášeny deblovými mistryněmi světa ITF. V letech 2003–2022 reprezentovala Austrálii ve Fed Cupu, respektive Billie Jean King Cupu. V ročnících 2019 a 2022 se stala součástí družstva, které odešlo z finále poraženo. Austrálii rovněž reprezentovala na Letních olympijských hrách 2004, 2008, 2012, 2016 a 2020. Ve dvouhře se stalo maximem třetí kolo v Riu de Janeiru a ve čtyřhře čtvrtfinále v Tokiu. Kariéru uzavřela na lednovém Australian Open 2023, kde vypadla na úvod ženské i smíšené čtyřhry.[36][37]
- Barbora Strýcová (* 28. března 1986 Plzeň, Československo), profesionálka od roku 2003, ve dvouhře žebříčku WTA nejvýše postavená na 16. místě v lednu 2017 a ve čtyřhře na 1. místě během července 2019. Na okruhu WTA tour vyhrála singlové soutěže na québeckém Bell Challenge 2011 a Ladies Linz 2017. K nim přidala třicet dva deblových titulů včetně grandslamových trofejí z Wimbledonu 2019 a 2023, do nichž zasáhla se Sie Šu-wej. Bronz si po boku Šafářové odvezla ze čtyřhry Letních olympijských her 2016. V letech 2002–2018 byla členkou českého fedcupového týmu, s nímž získala trofeje v letech 2011, 2014, 2015, 2016 a 2018. Poprvé oznámila ukončení kariéry v květnu 2021 v souvislosti s těhotenstvím. Na okruh se vrátila během dubnového Madrid Open 2023 a rozlučkovou sezónu završila na zářijovém US Open.[38][28]
- Coco Vandewegheová (* 6. prosince 1991 Rancho Santa Fe, Kalifornie, Spojené státy americké), profesionálka od roku 2008, ve dvouhře žebříčku WTA nejvýše postavená na 9. místě v lednu 2018 a ve čtyřhře během října téhož roku na 14. místě. Na okruhu WTA tour vyhrála dvouhry na travnatém Rosmalen Open 2014 a 2016. Ve čtyřhře přidala čtyři tituly včetně Indian Wells Open 2016 a Miami Open 2018 z kategorie Premier Mandatory. V rámci grandslamu ovládla čtyřhru US Open 2018 v páru s Ashleigh Bartyovou. Jako poražená finalistka skončila v mixech Australian Open 2016 a US Open 2016. Singlovým maximem na majorech se stala semifinále Australian Open 2017 a US Open 2017. Ve stejné sezóně se probojovala i do souboje o titul na závěrečném WTA Elite Trophy 2017. S americkým fedcupovým týmem triumfovala v ročníku 2017 a ve finále byla v letech 2017 a 2018. Mezi juniorkami ovládla US Open 2008. Kariéru završila ve čtyřhře zářijového San Diego Open 2023, kde s Collinsovou skončily jako poražené finalistky.[39][28]
- Maryna Zanevská (* 24. srpna 1993 Oděsa, Ukrajina), profesionálka od roku 2009, do roku 2016 reprezentantka rodné Ukrajiny a poté Belgie; ve dvouhře žebříčku WTA nejvýše postavená na 62. místě v květnu 2022 a ve čtyřhře na 86. místě během června 2014. Na okruhu WTA tour vyhrála dvouhru Poland Open 2021 a ze čtyř deblových finále odešla poražena včetně tří na Morocco Open. Grandslamovým maximem se stalo čtvrtfinále čtyřhry na French Open 2022. Ve dvouhře majorů postoupila do druhých kol na Australian Open a US Open 2022. Mezi juniorkami ovládla deblové soutěže na US Open 2009 a French Open 2011. Ukončení profesionální dráhy oznámila v srpnu 2023, kdy zveřejnila  dlouhodobé problémy s bolestí bederní páteře. Na závěrečném turnaji kariéry, zářijovém US Open 2023, na úvod podlehla nastupující světové jedničce a pozdější finalistce Sabalenkové.[40]

### Přerušení kariéry
Seznam uvádí tenistky, které neodehrály za více než 52 uplynulých týdnů žádný turnaj, ohlásily přerušení kariéry či obdržely trvalý zákaz hraní:
- Wang Čchiang, více než jednoroční neaktivita.
- Darija Juraková Schreiberová, více než jednoroční neaktivita.
- Andreja Klepačová, více než jednoroční neaktivita.
- Alizé Limová, více než jednoroční neaktivita.
- Simona Halepová, více než jednoroční neaktivita. V září 2023 obdržela čtyřletý trest zákazu činnosti za doping  počítaný od její první suspenzace v roce 2022.[41]
- Garbiñe Muguruzaová , v únoru 2023 oznámila přerušení kariéry a do závěru sezóny se na okruh nevrátila.
- Angelique Kerberová, více než jednoroční neaktivita v souvislosti s mateřstvím.
- Naomi Ósakaová, více než jednoroční neaktivita v souvislosti s mateřstvím.

### Obnovení kariéry
- Margarita Betovová, návrat v únoru 2023 kvalifikacemi na Abu Dhabi Open a Dubai Tennis Championships.
- Jennifer Bradyová, návrat v červenci 2023 turnajem okruhu ITF dotovaným 100 tisíci dolary v Granby.
- Anna Čakvetadzeová, návrat v dubnu 2023 turnajem okruhu ITF dotovaným 15 tisíci dolary v Duffelu.
- Polona Hercogová, návrat v únoru 2023 kvalifikací French Open.
- Sie Šu-wej, návrat v dubnu 2023 čtyřhrou Madrid Open.
- Sesil Karatančevová, návrat v dubnu 2023 turnajem okruhu ITF dotovaným 80 tisíci dolary v Zaragoze.
- Varvara Lepčenková, návrat v květnu 2023 turnajem okruhu ITF dotovaným 15 tisíci dolary v Málaze.
- Aravane Rezaïová, návrat v červenci 2023 turnajem okruhu ITF dotovaným 60 tisíci dolary v Montpellier.
- Lucie Šafářová, návrat v říjnu 2023 turnajem okruhu ITF dotovaným 25 tisíci dolary v Remeši. Návrat však oficiálně nenahlásila a Mezinárodní tenisová federace ji po úvodním kole zakázala pokračovat ve dvouhře. Do plánované deblové soutěže s neteří Emmou Dvořáčkovou již nenastoupila.[42]
- Anastasija Sevastovová, návrat v listopadu 2023 turnajem okruhu WTA 125 v Andoře la Velle.
- Barbora Strýcová, návrat v dubnu 2023 dvouhrou i čtyřhrou Madrid Open.
- Elina Svitolinová, návrat v dubnu 2023 na Charleston Open.
- Caroline Wozniacká, návrat v srpnu 2023 na National Bank Open v Montréalu.
- Věra Zvonarevová, návrat v únoru 2023 kvalifikací na Abu Dhabi Open.

## Rozpis bodů
Tabulka přidělovaných bodů hráčkám na turnajích okruhu WTA Tour 2023.
| WTA Tour 2023 | WTA Tour 2023 | WTA Tour 2023                             | WTA Tour 2023                                                  | WTA Tour 2023                                                  | WTA Tour 2023                                                  | WTA Tour 2023                                                  | WTA Tour 2023                                                  | WTA Tour 2023                                                  | WTA Tour 2023                                                  | WTA Tour 2023                                                  | WTA Tour 2023                                                  | WTA Tour 2023                                                  | WTA Tour 2023 | WTA Tour 2023 |
| ↓kategorie / fáze→ | vítězky       | finalistky                                | semifinalistky                                                 | čtvrtfinalistky                                                | 16 v kole                                                      | 32 v kole                                                      | 64 v kole                                                      | 128 v kole                                                     | QV                                                             | Q3                                                             | Q2                                                             | Q1                                                             |               |               |
| --- | ------------- | ----------------------------------------- | -------------------------------------------------------------- | -------------------------------------------------------------- | -------------------------------------------------------------- | -------------------------------------------------------------- | -------------------------------------------------------------- | -------------------------------------------------------------- | -------------------------------------------------------------- | -------------------------------------------------------------- | -------------------------------------------------------------- | -------------------------------------------------------------- | ------------- | ------------- |
| Grand Slam (D) | 2000          | 1300                                      | 780                                                            | 430                                                            | 240                                                            | 130                                                            | 70                                                             | 10                                                             | 40                                                             | 30                                                             | 20                                                             | 2                                                              |               |               |
| Grand Slam (Č) | 2000          | 1300                                      | 780                                                            | 430                                                            | 240                                                            | 130                                                            | 10                                                             | —                                                              | 40                                                             | —                                                              | —                                                              | –                                                              |               |               |
| WTA Finals (D) | +750          | +330                                      | (250 za každou výhru, 125 za každou prohru v základní skupině) | (250 za každou výhru, 125 za každou prohru v základní skupině) | (250 za každou výhru, 125 za každou prohru v základní skupině) | (250 za každou výhru, 125 za každou prohru v základní skupině) | (250 za každou výhru, 125 za každou prohru v základní skupině) | (250 za každou výhru, 125 za každou prohru v základní skupině) | (250 za každou výhru, 125 za každou prohru v základní skupině) | (250 za každou výhru, 125 za každou prohru v základní skupině) | (250 za každou výhru, 125 za každou prohru v základní skupině) | (250 za každou výhru, 125 za každou prohru v základní skupině) |               |               |
| WTA Finals (Č) | 1500          | 1080                                      | 750                                                            | 375                                                            | —                                                              | —                                                              | —                                                              | —                                                              | —                                                              | —                                                              | —                                                              | —                                                              |               |               |
| WTA 1000 (96D) | 1000          | 650                                       | 390                                                            | 215                                                            | 120                                                            | 65                                                             | 35                                                             | 10                                                             | 30                                                             | —                                                              | 20                                                             | 2                                                              |               |               |
| WTA 1000 (64/60D) | 1000          | 650                                       | 390                                                            | 215                                                            | 120                                                            | 65                                                             | 10                                                             | —                                                              | 30                                                             | —                                                              | 20                                                             | 2                                                              |               |               |
| WTA 1000 (28/32Č) | 1000          | 650                                       | 390                                                            | 215                                                            | 120                                                            | 10                                                             | —                                                              | —                                                              | —                                                              | —                                                              | —                                                              | –                                                              |               |               |
| WTA 1000 (56D, 64Q) | 900           | 585                                       | 350                                                            | 190                                                            | 105                                                            | 60                                                             | 10                                                             | —                                                              | 30                                                             | 22                                                             | 15                                                             | 1                                                              |               |               |
| WTA 1000 (56D, 48Q/32Q) | 900           | 585                                       | 350                                                            | 190                                                            | 105                                                            | 60                                                             | 10                                                             | —                                                              | 30                                                             | -                                                              | 20                                                             | 1                                                              |               |               |
| WTA 1000 (28Č) | 900           | 585                                       | 350                                                            | 190                                                            | 105                                                            | 10                                                             | —                                                              | —                                                              | —                                                              | —                                                              | —                                                              | –                                                              |               |               |
| WTA 500 (64/56D) | 470           | 305                                       | 185                                                            | 100                                                            | 55                                                             | 30                                                             | 1                                                              | —                                                              | 25                                                             | —                                                              | 13                                                             | 1                                                              |               |               |
| WTA 500 (32/30/28Č) | 470           | 305                                       | 185                                                            | 100                                                            | 55                                                             | 1                                                              | —                                                              | —                                                              | 25                                                             | 18                                                             | 13                                                             | 1                                                              |               |               |
| WTA 500 (28Č) | 470           | 305                                       | 185                                                            | 100                                                            | 55                                                             | 1                                                              | —                                                              | —                                                              | —                                                              | —                                                              | —                                                              | –                                                              |               |               |
| WTA 500 (16Č) | 470           | 305                                       | 185                                                            | 100                                                            | 1                                                              | —                                                              | —                                                              | —                                                              | —                                                              | —                                                              | —                                                              | –                                                              |               |               |
| WTA Elite Trophy (S) | +440          | +240                                      | (80 za každou výhru, 40 za každou prohru v základní skupině)   | (80 za každou výhru, 40 za každou prohru v základní skupině)   | (80 za každou výhru, 40 za každou prohru v základní skupině)   | (80 za každou výhru, 40 za každou prohru v základní skupině)   | (80 za každou výhru, 40 za každou prohru v základní skupině)   | (80 za každou výhru, 40 za každou prohru v základní skupině)   | (80 za každou výhru, 40 za každou prohru v základní skupině)   | (80 za každou výhru, 40 za každou prohru v základní skupině)   | (80 za každou výhru, 40 za každou prohru v základní skupině)   | (80 za každou výhru, 40 za každou prohru v základní skupině)   |               |               |
| WTA 250 (32Č, 32Q) | 280           | 180                                       | 110                                                            | 60                                                             | 30                                                             | 1                                                              | —                                                              | —                                                              | 18                                                             | 14                                                             | 10                                                             | 1                                                              |               |               |
| WTA 250 (32Č, 24/16Q) | 280           | 180                                       | 110                                                            | 60                                                             | 30                                                             | 1                                                              | —                                                              | —                                                              | 18                                                             | —                                                              | 12                                                             | 1                                                              |               |               |
| WTA 250 (28Č) | 280           | 180                                       | 110                                                            | 60                                                             | 30                                                             | 1                                                              | —                                                              | —                                                              | —                                                              | —                                                              | —                                                              | —                                                              |               |               |
| WTA 250 (16Č) | 280           | 180                                       | 110                                                            | 60                                                             | 1                                                              | —                                                              | —                                                              | —                                                              | —                                                              | —                                                              | —                                                              | —                                                              |               |               |
| United Cup | 500 (max)     | podrobný rozpis bodů, viz United Cup 2023 | podrobný rozpis bodů, viz United Cup 2023                      | podrobný rozpis bodů, viz United Cup 2023                      | podrobný rozpis bodů, viz United Cup 2023                      | podrobný rozpis bodů, viz United Cup 2023                      | podrobný rozpis bodů, viz United Cup 2023                      | podrobný rozpis bodů, viz United Cup 2023                      | podrobný rozpis bodů, viz United Cup 2023                      | podrobný rozpis bodů, viz United Cup 2023                      | podrobný rozpis bodů, viz United Cup 2023                      | podrobný rozpis bodů, viz United Cup 2023                      |               |               |
| QV – vítězka kvalifikace, Q1–3 – 1. až 3. kolo kvalifikace, (xD/Q/Č) – „x“ počet hráček v soutěži dvouhry/kvalifikace/čtyřhry |               |                                           |                                                                |                                                                |                                                                |                                                                |                                                                |                                                                |                                                                |                                                                |                                                                |                                                                |               |               |